# ゴルゴ13
『ゴルゴ13』（ゴルゴサーティーン）は、さいとう・たかを/さいとう・プロダクションによる日本の漫画。1968年11月から小学館『ビッグコミック』にて連載されている。超一流のスナイパーであるゴルゴ13の活躍を描く劇画である。2021年7月には、リイド社より発売される単行本（SPコミックス）の刊行数が単一漫画シリーズとしては世界一となる「201巻」を数え、ギネス世界記録に認定された。同年7月時点でシリーズ累計発行部数は「3億部」を突破している。連載継続中の漫画としては日本で3番目の長寿漫画である。また、現在までの連載期間は、日本で4番目の長さとなる。

## 作品内容
- 登場人物の詳細は「ゴルゴ13 (架空の人物)」、「ゴルゴ13の登場人物」を参照
- 具体的なエピソードや単行本の収録作の詳細は「ゴルゴ13のエピソード一覧」を参照

主人公は本名不明であり、ゴルゴ13（英称：Golgo 13）のコードネームで呼ばれる超A級スナイパー。作中では「G」や「ゴルゴ」と呼ばれることもある。また偽名として「デューク東郷」を使うことが多い。狙撃だけではなく戦闘・破壊工作などでもほぼ100％の成功率を誇るため、国家・企業・秘密組織などが、特殊な依頼ルートを経由して接触、依頼を行う。依頼対象は個人である人間のみならず集団の排除、物品やあるいは事象の場合もある。ゴルゴ13は個人的ルールにそぐう場合にそれを請け負い、ひとたび請け負ったならいかなる困難があろうと完遂する。しかしそのルールを破ったものは、たとえ相手が誰であろうと制裁を受ける。現実の国際政治を反映しており、実在の政治家などの人物・事件、またはそれをモチーフにしたものが登場することもある。
ほとんどの話は一話完結であるが、場面ごとに複数の「PART」に分割されている。ゴルゴ13の「仕事」が中心となる話がほとんどであるが、話によってはゴルゴ13を追う者や追われる者、巻き込まれる者などからの視点の話もあり、ゴルゴ13自身がほとんど登場しないこともある。

## 掲載誌・単行本

### 一次掲載
劇画『ゴルゴ13』は、小学館『ビッグコミック』誌に連載されている。
1968年11月発売の1969年1月号に「第1話 ビッグ・セイフ作戦」が掲載され、2020年4月までは一度も休載せず 連載を続けていた。しかし、2019年の新型コロナウイルスの感染拡大を受け、作業時の3密（密閉、密集、密接）を避けるため2020年5月25日発売号より新作を休載すると発表した。休載から1か月半を経て、2020年7月10日発売号より新作の連載が再開された。なお、この休載は外因的なものだったので、さいとう・たかをの事情による休載は、彼が2021年9月24日に死去するまで1度もなかった。
毎回、40ページが掲載される。この項では便宜的に、この一度に掲載されるボリュームを1U（1ユニット、1度分の掲載量の意）と表現している。
連載において、一つのエピソードは、複数回の掲載にまたがることが多い。2Uのものは、それぞれ「第○○○話 前編／後編」と、3Uのものは、それぞれ「第○○○話 前編／中編／後編」と、4Uのものは、それぞれ「第○○○話 前編／中編①／中編②／後編」と表記されている。また、1Uのエピソードを「単発」、2Uのエピソードを「前後編」、3Uのエピソードを「三部作」とも呼ぶ。
掲載時の特徴として、次の点が挙げられる。
- 脚本協力者、作画スタッフ、担当編集者の名を表記している。
- 最終ページに、カット付きで次回エピソードの予告がつく。

毎回1Uのボリュームで掲載されるが、周年などのイベント時には、過去に1Uの作品が2作同時に掲載されたこともある。また、2Uの長さの作品が一挙掲載されたこともある。
本誌のほか、かつては『ビッグコミック増刊号』にも、1Uの新作が掲載されていた。ゴルゴ13のエピソード一覧や「ゴルゴ学」などでは「増刊○○話」のように表記されている。しかし、2011年12月増刊号掲載の「増刊106話 もうひとりのプロフェッショナル」を最後に、増刊での『ゴルゴ13』の新作の掲載はなくなった（スピンオフを除く）。この増刊掲載の分は、本誌のエピソード数にはカウントされていない。増刊掲載の新作はのべ106話制作されたため、『ゴルゴ13』のリリースされた総エピソード数は、本誌の掲載エピソード数に106を加えた数字になる。

### 刊行中の単行本・単行本相当の刊行物

#### 別冊ゴルゴ13シリーズ
『ビッグコミック』に掲載されたエピソードは、2年ほど経た後に小学館から『ビッグコミック SPECIAL ISSUE 別冊 特集ゴルゴ13シリーズ』として発刊される。以下、「別冊ゴルゴ」と表記する。
発売日は、3・6・9・12月の13日、価格は税込み650円である。サイズはB6サイズで、B5の『ビッグコミック』誌の半分のサイズになる。平綴じでカバーはなく、ザラ紙に印刷されており、いわゆるペーパーバック体裁で、現在のいわゆるコンビニコミックの元祖である。
1970年1月1日に第1集が刊行され、最新刊は2025年6月13日発売の「第228集」、収録作は「逆転の先に」「死神は誰?」「利他と死」の3作、JAN 4910296790751-00591。この第228集という数字は、漫画としては最長巻数である。
第1集から第27集までは巻数表示が一切ない。第28集から第167集までは裏表紙に小さく〔28〕のように、第64集以降は裏表紙に加えて本の背に No.64 のように、第168集以降は本の背に加えて裏表紙に No.168 のように表示されている。1971年1月1日発行の第5集までは「ビッグコミック増刊」と称していた。
1巻に6U分（たとえば前後編が1話と三部作が1話と読み切りが1話、のように）収録される。1Uを40ページとすると、約240ページ相当という勘定になる。実際は、300ページほどのボリュームとなっており、この差は『ゴルゴ13』以外の他の漫画や広告、扉絵の再収録とコラムの分である。
以下のような特徴がある。
- 『ビッグコミック』で複数回にわたっていたエピソードは、またぐ部分は修正され、つなぎ目は意識されないように工夫している。
- 新エピソードを一番早く読める(ただし「第320話 BEST BANK」だけは、本誌→増刊→SP→別冊の順で収録された)。
- 『ビッグコミック』に掲載された順に収録されるわけではない。そのため、「第○○○話」という表示はなくなる。
- 他の作家による短編漫画が1本、4コマ漫画が1本の計2作が収録される。後者は2000年ごろまで、さいとうのかつての妻であるセツコ・山田による「Sさん一家」[注 5]が掲載されていた。この他2000年代初頭までは矢野徹による短編小説（SF読み物と表記されているが、実際はお色気要素が強いもの）が掲載されていた。
- 本誌掲載時の最終ページの次話予告は削除され、替わってゴルゴ13のシンボルのロゴマーク(茨の冠を被せられた骸骨の後ろ姿)がデザインされている。
- 165集以後、脚本協力者の名は表示されているが、作画スタッフと担当編集者の名は表示されない。
- 「第237話 幻の栽培」と「第266話 バチカン・セット」の2作は、現在の時点で収録されていない。

#### 増刊ゴルゴ13シリーズ
「別冊ゴルゴ」に収録されたエピソードは、約1年ほど経ってから小学館から『ビッグコミック増刊 ゴルゴ13総集編』として発刊される。以下、「増刊ゴルゴ」と表記する。
1973年1月15日に第1集が発行され、最新刊は2025年5月13日発売の第219集、「最終ウイルス」「雉も鳴かずば」「EASY JOB」の3作が収録されている。JAN 4910296770654-00618。発売日は、2・5・8・11月の13日ごろ、税込み価格680円である。B5サイズのホッチキス中綴じで、『ビッグコミック』と同じ体裁、同じ画面サイズになる。カバーはなく、ザラ紙に印刷されており、増刷はされない。
巻数は「vol.219」のように表示されている。
1巻に8U分（たとえば単発が1話と前後編が2話と三部作が1話、のように）収録される。1Uを36ページとすると、約290ページ相当という勘定になる。
以下のような特徴がある。
- 一番大きなサイズで読むことができる。
- 「ビッグコミック」や「別冊ゴルゴ」に収録された順に収録されるわけではない。
- vol.155以後、脚本協力者の名は表記されているが、作画スタッフと担当編集者の名は表記されない。
- 「別冊ゴルゴ」のNo.108に収録された「増刊32話　告発の鉄十字」は、現在の時点で収録されていない。

#### SPコミックス
「増刊ゴルゴ」に収録されたエピソードは、約1年ほど経ってからリイド社から『SPコミックス ゴルゴ13』として発刊される。以下、「SPゴルゴ」と表記する（リイド社は元々さいとう・プロの出版部門が源流で、SPはさいとう・プロの略）。
発売日は、4・7・9・12月の5日。サイズはいわゆる「おとなマンガ」のサイズで、小学館のビッグコミックスのサイズと同じである。
1973年6月21日に「第1集 ビッグ・セイフ作戦」 (ISBN 4-8458-0001-2) が刊行され、最新刊は2025年7月4日発売の「第217集 カタールの剣」 (ISBN 978-4-8458-6930-5)、収録作は、表題作と「情報屋の弟子」「カリブ海の覇権」「マークスマン選抜射手」の計4作。
巻数は、背と表紙に「217」のように表示されている。
1巻に7U分（たとえば前後編が2話と三部作が1話、のように）収録される。1Uを36ページとすると、約250ページという勘定になる。
以下のような特徴がある。
- 通常のおとなマンガのコミックスで、いつでも新本で入手できる。紙質も良い。
- カバー裏表紙に収録エピソードのあらすじが掲載される。
- 『ビッグコミック』や「別冊ゴルゴ」や「増刊ゴルゴ」に収録された順に収録されるわけではない。
- 154巻以後、脚本協力者の名は表記されているが、作画スタッフと担当編集者の名は表記されない。
- 「SPゴルゴ」の83集の初版版（平成4年まで）に収録された「増刊20話 疫病神の道標」は、現行版には収録されていない。
- 「増刊ゴルゴ」のvol.171に収録された「245話 捕虜交換―スワップ」は、現在の時点で収録されていない。

##### SPコミックスの装丁
装丁はマイナーチェンジが繰り返されている。初版の詳細な装丁は以下の通り。
また69巻の奥付発行日は「昭和64年1月8日」と、存在しない日になっている。
LPは最終ページの、Cはカバーの略。
| 巻数                          | 1                                | 2-5                              | 6                                | 7-9                              | 10-16                          | 17-32                          | 33-47            | 48-67            | 68               | 69               | 70-89            | 90-101           | 102-107          | 108-114          | 115-143          | 144-150          | 151-153          | 154以降          |
| ----------------------------- | -------------------------------- | -------------------------------- | -------------------------------- | -------------------------------- | ------------------------------ | ------------------------------ | ---------------- | ---------------- | ---------------- | ---------------- | ---------------- | ---------------- | ---------------- | ---------------- | ---------------- | ---------------- | ---------------- | ---------------- |
| 発行所                        | 株式会社さいとう・プロダクション | 株式会社さいとう・プロダクション | 株式会社さいとう・プロダクション | 株式会社さいとう・プロダクション | 株式会社リイド社               | 株式会社リイド社               | 株式会社リイド社 | 株式会社リイド社 | 株式会社リイド社 | 株式会社リイド社 | 株式会社リイド社 | 株式会社リイド社 | 株式会社リイド社 | 株式会社リイド社 | 株式会社リイド社 | 株式会社リイド社 | 株式会社リイド社 | 株式会社リイド社 |
| C背の下部表示                 | さいとうプロ作品(「・」はない)   | さいとうプロ作品(「・」はない)   | さいとうプロ作品(「・」はない)   | さいとうプロ作品(「・」はない)   | さいとうプロ作品(「・」はない) | さいとうプロ作品(「・」はない) | リイド社         | リイド社         | リイド社         | リイド社         | リイド社         | リイド社         | リイド社         | リイド社         | リイド社         | リイド社         | リイド社         | リイド社         |
| C背の巻数表示                 | なし                             | なし                             | なし                             | なし                             | なし                           | なし                           | あり             | あり             | あり             | あり             | あり             | あり             | あり             | あり             | あり             | あり             | あり             | あり             |
| C表紙の巻数表示               | なし                             | なし                             | なし                             | なし                             | なし                           | なし                           | なし             | なし             | なし             | なし             | なし             | なし             | あり             | あり             | あり             | あり             | あり             | あり             |
| C裏表紙の巻数表示             | あり                             | あり                             | あり                             | あり                             | あり                           | あり                           | あり             | あり             | あり             | あり             | あり             | あり             | あり             | あり             | あり             | あり             | あり             | あり             |
| バーコード                    | なし                             | なし                             | なし                             | なし                             | なし                           | なし                           | なし             | なし             | なし             | なし             | なし             | あり             | あり             | あり             | あり             | あり             | あり             | あり             |
| 著者・発行所等の表示場所      | LP                               | LP                               | LPとC袖                          | LPとC袖                          | LPとC袖                        | LPとC袖                        | LPとC袖          | LPとC袖          | LPとC袖          | LP               | LPとC袖          | LPとC袖          | LPとC袖          | LP               | LP               | LP               | LP               | LP               |
| その本の発行日の表示場所      | LP                               | LP                               | LPとC袖                          | C袖                              | C袖                            | C袖                            | C袖              | C袖              | C袖              | LP               | C袖              | C袖              | C袖              | LP               | LP               | LP               | LP               | LP               |
| 初版の表示                    | なし                             | なし                             | あり                             | あり                             | あり                           | なし                           | なし             | なし             | なし             | なし             | なし             | なし             | なし             | あり             | あり             | あり             | あり             | あり             |
| C裏表紙の内容紹介とその地の色 | なし                             | なし                             | なし                             | なし                             | なし                           | なし                           | なし             | なし             | なし             | なし             | なし             | なし             | あり；赤紫色     | あり；赤紫色     | あり;赤色        | あり;赤色        | あり;赤色        | あり;赤色        |
| ISBNとその桁数                | なし                             | なし                             | なし                             | なし                             | なし                           | なし                           | なし             | なし             | なし             | 10桁             | 10桁             | 10桁             | 10桁             | 10桁             | 10桁             | 13桁             | 13桁             | 13桁             |
| C袖の既刊ゴルゴ13単行本の紹介 | なし                             | 列記                             | なし                             | 列記                             | 列記                           | 列記                           | 列記             | 一括             | 列記             | 列記             | 列記             | 列記             | 列記             | 列記             | 列記             | 列記             | 一括             | 一括             |
| 脚本協力者の表示              | なし                             | なし                             | なし                             | なし                             | なし                           | なし                           | なし             | なし             | なし             | なし             | なし             | なし             | なし             | なし             | なし             | なし             | なし             | あり             |

- 初版に関して
  - そのSPコミックスのゴルゴ13が初版かどうかは、6巻から16巻と108巻以降は「初版」の表示があるのでわかる。
  - 1巻は、2巻以降の既刊紹介がなければ初版である。
  - 2巻から5巻、7巻から47巻、68巻から111巻は、カバー袖に列記された既刊の紹介が、その巻手前までであれば初版、その巻以後の分もあれば重版である。
  - 48-67巻は、カバー袖に列記された既刊の一括表記の既刊紹介の巻数が、その巻の手前までであれば初版、その巻以後の分もあれば重版であると推定できる。

#### SPコミックスコンパクト
「SPゴルゴ」に収録されたエピソードは、約2年ほど経ってからリイド社から『SPコミックスコンパクト ゴルゴ13』として発刊される。以下、「文庫ゴルゴ」と表記する。
2002年9月30日に第1集「ビッグ・セイフ作戦」（ISBN 4-8458-2539-2）が発行され、最新刊は2025年6月末発売の第175集「受難の帰日」、収録作は、表題作と「ロンメル将軍の財宝」「置き去りの街」の計3作、（ISBN 978-4-8458-3126-5）。発売日は、2・6・10月の月末最終日。文庫のサイズだが、リイド社は文庫と呼ばず「コンパクト」と自称している。
巻数は、背に「175」のように表示されている。
1巻に7U分（たとえば読み切りが2話と前後編が1話と三部作が1話、のように）収録される。1Uを36ページとすると、約250ページ相当という勘定になる。
以下のような特徴がある。
- 原則として『ビッグコミック』に掲載された順に収録される（ただし一部の未収録作を除く）。
- 54巻までは収録は完全に掲載順のため、ページ数の都合で「前編」「後編」に分割され、2巻にまたがるエピソードもある（8巻・9巻の『マニトバ』など）。
- 通常の文庫マンガのコミックスで、いつでも新本で入手できる。
- 173巻までは、巻末に杉森昌武の書き下ろしによる、作品とエピソードの解説があり、この解説で話数、脚本協力者や作画スタッフ、担当編集者の名前などを記載している。従って、このコンパクトを見れば、あるエピソードが第何話なのか、脚本協力者や作画スタッフは誰なのかを知ることができる（174巻以降は省略された）。
- 「SPゴルゴ」の83集に収録された「増刊20話 疫病神の道標」は、現在の時点で収録されていない。

#### My First BIG
「文庫ゴルゴ」に収録されたエピソードの一部は、小学館のコンビニコミックのMFB (My First BIG) のラインナップで『MFB ゴルゴ13』として発刊される。「MFBゴルゴ」と表記する。
1999年7月23日に第1集「VS NATO & VS ARMY」 (ISBN 4-09-109202-0) が発行され、最新刊は2025年8月第一金曜発行の第222集「FLASH BACK～昭和の光と闇～」、収録作は「バンプ・ザ・ガリバー」「ジャパン・オリジナル」「毛沢東の遺言」の3作 (ISBN 978-4-09-804756-7) 。
発売日は、1・2・3・5・6・8・10・11月の第1金曜日。発行月がまちまちに見えるが、「SPゴルゴ」が発刊(4・7・9・12月の5日)されない月の同じ初旬に発刊されるパターンとなっている。サイズはB6サイズで、B5の『ビッグコミック』の半分のサイズになる。平綴じでカバーは無くザラ紙に印刷されており、いわゆるペーパーバック体裁である。基本的には増刷はされないが、一部は増刷されたり、あるいは時間をおいてから「アンコール発売」などと銘打って再版されることもある。
巻数表示はないが、コンビニで購入した場合、レシートで巻数を知ることができる。アマゾンカタログでも確認できる号もある。また、その巻のテーマや題材が本の背と表紙に表記されている。英語2ワードのことが多い。たとえば、115集は「SILENT MEMORIES」となっている。
1巻に6U分（たとえば単発が1話と前後編が1話と三部作が1話、のように）収録される。1Uを42ページとすると、約250ページ相当という勘定になる。実際は、270ページほどのボリュームとなっており、この差は、追加されたコラムや広告の分である。
以下のような特徴がある。
- あるテーマや題材に沿って収録作が選ばれている。たとえば、115集はサブタイトル「SILENT MEMORIES」に対し「黒い記憶」「禁じられた言葉」「五十年の孤独」の3作が収録されている。
- このテーマに沿ったうんちくのコラムが追加される。115集では「催眠術で殺人は可能か!? 無意識世界に潜む恐怖!!」というタイトルで、「禁じられた言葉」の後催眠や「黒い記憶」の自己催眠に関して論考している。
- 脚本協力者、作画スタッフ、担当編集者の名は表記されない。

#### SPコミックスポケットエディション
「文庫ゴルゴ」に収録されたエピソードの一部は、リイド社のコンビニコミックの『ゴルゴ13 POCKET EDITION』として刊行される。以下、「ポケットゴルゴ」と表記する。
発売日は不定期。文庫のサイズだが、リイド社は「文庫」ではなく「ポケット」と称している。カバーはなくザラ紙に印刷されており、ペーパーバック体裁である。
2011年3月24日に第1集「番号預金口座」（ISBN 978-4-8458-4101-1）が刊行され、最新刊は2022年2月刊行のVOL.149「偽装依頼」（ISBN 978-4-8458-5850-7）、収録作は、表題作と「ギザの醜聞」「グアンタナモの地雷原」の計3作。
なお、2008年刊の「リイド社版アニメ・ベストセレクション」も「ゴルゴ13　POCKET EDITION」と銘打たれているが、そのシリーズは「リイド社版アニメ・ベストセレクション」の項を参照。
巻数は表紙に非常に小さく「VOL.149」のように表示されている。
1巻に7U分収録される。1Uを40ページとすると、約280ページ相当という勘定になる。
以下のような特徴がある。
- 脚本協力者の名は表記されるが、作画スタッフと担当編集者の名は表記されない。

### ウェブ版
2008年4月より、Yahoo!コミックにおいて、「The Archive Selection of ゴルゴ13」と題して、傑作選がウェブコミックで配信されている。
キンドル版もリリースされている。

## 制作背景
大人向けの劇画作品を発表する場を求めていたさいとうは、1968年2月末の『ビッグコミック』の創刊号に『捜し屋禿鷹登場!!』で参加した。これに続いて、同年『ビッグコミック』誌上に発表した作品が『ゴルゴ13』であった。
さいとうは現代劇は苦手であり、『ゴルゴ13』を執筆したのは計算の上でのことである。どうせ現代劇にするなら極悪人にしよう、しかし主人公が嫌われてはまずいので、社会悪と言うことにしよう。それなら善悪の解釈は時代によって変わってくるのだから、と言った次第である。また、さいとうはゴルゴは「ヒーロー」ではないともしている。故に堂々としていないという。
やがて、それまでの漫画・劇画の主人公としてはあまりに異質なキャラクターが登場する物語が評判を呼ぶ。特に「依頼者との約束は必ず守る」という信条と、そのための超一流の技量を身に備えた男の中の男（として確立していった）ゴルゴ13の人気は高い。世界情勢や時事問題を巧みに取り込むことによって、冷戦終結で活躍の場を失うのではないかといわれた危惧をも乗り越え、同誌上において2020年5月の初の休載までの実に52年間、ただの一度も連載を休まないという快挙を成し遂げた。またあくまでこれは「仕事」であり、一般の社会人と同様に長期間続けて飽きるとか飽きないとかの話ではない、としている。

### 制作体制
連載開始当時の1970年代における、劇画のスタイルを踏襲している。また、1ページ目に「超A級狙撃手（スナイパー）のスーパー・アクション!」のキャッチフレーズ（連載初期は「一匹狼の殺し屋を非情なタッチで描く快作!!」）、サブタイトルのタイポグラフィ、あるいはあくまで数話読み切りの漫画で、その集合体として「ゴルゴ13シリーズ」と呼んでいるなど、連載当初からの体裁も固守している。
さいとう・プロダクションでは制作は分業制を採っており、2020年時点で10名超のスタッフが関わっているが、ゴルゴの顔だけは作画スタッフが描きたがらず、さいとう自身が描いている（さいとうによれば「描かされている」）。さいとう曰く、ゴルゴの顔は誰でも描けるような造形であるはずなのだが、他の人物が描くとちょっと違うらしいとのことで、さいとうの知り合いの女性が言うには、さいとうが描く主人公には色気があるそうである。

### 作品の傾向
本作では様々な国家や人物が登場し、体制に属する人間はゴルゴ13を使って敵対国に介入し目的を達成しようとすることが多い。
冷戦期は主に米ソが舞台または絡んだ話が中心となっていたが、冷戦後、特に2000年代に入ってからは中国を題材にした話が急増している。中国は冷戦中は（作中の立ち位置的には）善玉または単なる依頼人であったことが多かったが、2000年代に中国の台頭や反日デモの頻発化が顕著になると、標的側や、依頼人側に回ったとしてもゴルゴのルールに反し制裁を受ける、といった傾向が多くなっている。
作品にリアリティを出すため、さいとうは舞台となる街の描写、特に“街の匂い”にまで拘っていた。インターネットがない時代、特に当時日本では情報が少なかったアフリカの空港などの風景もリアルに描かれているが、資料が手元にない場合はまずその国の大使館に問い合わせ、それでも収集が難しい場合はその国に行くという一般人を探し出し、訪問ついでに作画に必要な風景を撮影してきてもらうなどして描いた。1986年以降に起こった歴史的な大事件では天安門事件やベルリンの壁崩壊などはほぼ全て描いている。
ゴルゴ13の中でも最大の謎とされるゴルゴの生い立ちに迫る『ルーツ編』は、2017年までに7回行われている。ルーツ編をやると売れるので編集から頼まれる部分もあるが、さいとう自身も楽しんで描いていると述べていた。ただ、さいとう自身はどのルーツが本当なのかは考えないようにしていると述べていた。

### 最終話について
『ビッグコミック』での連載開始当初、さいとうは『ゴルゴ13』を10話で終了させる予定だった。殺し屋を主人公にしても、その殺しの手段を使い切ればネタ切れになってしまうだろうと考えていたためである。
さいとうは生前から『ゴルゴ13』の最終話はすでに考案していると述べていた。また「最終話は20代のころに考えたため、当時考えたコマ割りまで全て鮮明に覚えている」とも述べている。一部には執筆済みの原稿が金庫に隠されているという噂もあったが、本人は否定していた。また、「最終話の内容については自分以外に（当時の）キャップ（＝作画チーフ）2人にしか教えていないが、その2人は既に亡くなってしまった」と述べ、結局は最終回の内容について知る者は、さいとう本人だけとなっていた。また「ゴルゴは書き始めたときは32歳だったので、ゴルゴは現在82歳…」と最終回の“ヒント”をゲストとして出演したテレビ番組の中で語っている。
さいとうプロでアシスタントを務めた漫画家の伊賀和洋も、さいとうが箝口令を敷いた上でアシスタント数名に対して最終回の構想を説明したことがあると証言している。その内容とは、狙撃を終えたゴルゴ13が道を歩いていたところ、偶然財布を狙ったコソ泥に刃物で刺されそのまま死ぬというものであった。当時、主人公がこのようなあっけない死に方をするという展開は斬新なものと考えられていた。しかし後年の1973年に、TVドラマ「太陽にほえろ!」第52話「13日金曜日マカロニ死す」で萩原健一演じるマカロニ刑事こと早見淳が事件解決後に小銭狙いの通り魔に刺されて死ぬというまったく同じ展開が描かれたことにより、さいとうはこの最終回を描くことを断念したという。ただし、伊賀は「さいとう先生は当然その後更にすごい最終回を構想したはず」と述べ、その後別の最終回の構想が作られた可能性を示唆している。
一方で長期連載に発展したことで、さいとうは「（連載が）ここまで長くなると、もう描き手のものじゃない、読者のものでもある」など、最終話が書かれることは事実上無いという発言を行うようになった。「いま最終回を描いてしまえば、もうゴルゴ13は描けなくなる」、連載50年を迎えたインタビューでも、「最終回は私の頭の中にあるけれど、私の一存では終われない。引き受けてくれる人がいれば後を託します。結末もちゃんと伝えてね」と語っている。
2021年9月24日にさいとうが死去し、存命中に最終回が執筆されることはなかった。しかし、さいとうは存命中から「自分抜きでも『ゴルゴ13』は続いていってほしい」という、『ビッグコミック』編集部から「分業体制の究極」と評される希望を持っており、さいとう・プロダクションの作画と脚本スタッフ、『ビッグコミック』編集部により連載は継続される。さいとう没後の作品は、「原作 さいとう・たかを / さいとうプロ作品」の作者表記で発表されている)。
(さいとう・プロダクションの制作スタッフの表記では、2021年1～2月発表の第605話「地球の裏側で」の連載途中から、構図は「さいとう・たかを」「ふじわら・よしひで」となる。
作画に「さいとう・たかを」が表記されているのは、2021年6～7月発表の第609話「依頼なき狙撃」の「依頼なき狙撃 前編」まで。
構成・構図及び脚本に「さいとう・たかを」が表記されているのは、2021年9～11月発表の第611話「逆心のプラントアカデミー」まで。
2021年9月24日にさいとう・たかをは死去し、2021年12月発表の第612話「偶然の先に」以降の話では、構成・構図及び脚本・作画は「さいとう・プロ」表記となる。)

### ゴルゴ13のモデル
作者のさいとう・たかをによれば、連載当初のゴルゴ13の容姿のモデルは、映画版にも主演した高倉健。また、他人が後ろに立つと殴る習性は、さいとうの兄が映画館から出てきた時に「足を踏まれた」と後ろの人を殴ったエピソードが元となっている。連載開始当初はゴルゴ自身の台詞を多く記載していたが、「あまり喋らせるとボロが出るので」依頼人などゴルゴ以外の登場人物に喋らせることにした。ゴルゴの台詞は次第に減っていき（ふきだしは「…………」が多い）、寡黙なキャラクターが定着した。
「東郷」という姓は、中学時代の恩師である担任の教師の名前から拝借している。
本作品に登場している火器において、多くはリアリティーを求めるために、アメリカ・ラスベガスの銃器ツアー（旧デザートシューティングツアー、現ハワイ州）などにて実際に実弾発射など、火器それぞれの特性などを体験しての作品への採用をしている。

## 評価・影響

### 受賞
- 第21回（昭和50年度）小学館漫画賞青年一般部門受賞。
- 第31回（平成14年度）日本漫画家協会賞大賞受賞。
- 第50回（平成16年度）小学館漫画賞審査委員特別賞受賞。

### 他作品への影響
ゴルゴ13は日本において広く知られた漫画（劇画）キャラクターの一人であり、狙撃手の代名詞といっても過言ではない。その特徴的な風貌もあって、数多くの漫画の中でパロディ・キャラクターが登場している。お笑い番組でもしばしばパロディ化される。またCM・広告にも多数出演し、ゴルゴの強さの裏には数々の商品が関係していることが明らかになっている（例：「白い肉体」）。

### 愛読者
テレビ番組『雨上がり決死隊のトーク番組アメトーーク!』（テレビ朝日）では、「ゴルゴ13芸人」という企画では、企画をプレゼンしたヒデ（ペナルティ）、その実現をプロデューサーに勧めた東野幸治のほか、ケンドーコバヤシ、山根良顕（アンガールズ）、チャド・マレーンが、ゴルゴ13に関するエピソードやシーンについて司会の雨上がり決死隊（解散）と共にトークを行った。
オートレースでは選手が自分の車両を保有し愛称をつけているが、土屋栄三は歴代の保有車に、順に「スーパーゴルゴ」「S・ゴルゴ」「ゴルゴ13」「Gサーティーン」と命名している。
競走馬にも『ゴルゴ13』に由来する馬がいる。
- アドマイヤゴルゴ - 馬主：近藤利一、鹿毛・牡、冠名+ゴルゴ13より、生年月日：2004年2月16日[31]
- メイショウゴルゴ - 馬主：松本好雄、栗毛・牡、冠名+ゴルゴ13より、生年月日：2004年4月14日[32]

### 批評など
呉智英は『週刊宝石』に連載していた漫画の評論にて、「『穀物戦争 蟷螂の斧 汚れた金』はゴルゴ13が登場せずともトリックが成立し得るストーリーだが、『ゴルゴ13』の主役であるため登場させた」と指摘した。するとゴルゴファンから抗議が殺到し、呉は再反論するはめになった。一連のやりとりは、呉智英著『バカにつける薬』（ISBN 4-575-71075-X）のP104からP124『鹿を撃つ』に収録されている。この論争は『THE ゴルゴ学』内で竹熊健太郎が要約して触れている。
1997年8月に発表され、SPコミックス版第126巻、文庫106巻に収録されている『HAPPY END』では、破壊工作員のアクションヒーロー『ゲーリー・ライトニング』が活躍する人気コミック作品の作家が自らの連載に辟易するという、さいとう自身のセルフパロディ的なエピソードが描かれる。その作家はゴルゴへ依頼を行う会談の中で「何度やめようとしたか分からない」「周囲は許してくれなかった」「何度も作品の中で（ゲーリーを）殺してやろうと考えた」「（ゲーリーは）もうトシさえとりはしない！」と語った。後年、『ビッグコミック』誌上にて、同じく長期人気連載を持っていた『こちら葛飾区亀有公園前派出所』の秋本治と対談企画 が行われた際にこのエピソードが取り上げられると、さいとうは「ま、それ、本音ですね（笑）」とコメントしている。

### その他
- 『ゴルゴ13』の35周年、著者・さいとう・たかをの画業50周年となる2001年（平成13年）には、『H.13ゴルゴイヤー』というキャンペーンが行われた。
- 2013年（平成25年）はビッグコミックの連載45周年、500話突破を記念して『ゴルゴイヤー』のキャンペーンが行われた[34]。
- 第487話「バイルス・チェイス」では「日本人はサインの代わりに契約書に判子を押すのだ」「メールでは困る」という台詞がある。公益社団法人全日本印章業協会はこのセリフを話すゴルゴをイメージキャラクターとして用いたグッズを頒布している[35]。
- 朝日新聞社発行『AERA』は実在の人物の半生に迫る「現代の肖像」というルポルタージュ企画が継続されている。 2006年7月24日発売の1000号記念号2では、フィクションの人物である「ゴルゴ13」が取り上げられ、杉森昌武が執筆を行った[36]。
- 2004年ごろ、大日本印刷の会社紹介パンフレットにゴルゴ13が使用された。表紙のほか、右ページに本編の台詞を改変した漫画、左ページに解説が入る。コミックスなどを印刷しているのは競合の凸版印刷である。
- 外務省は2017年、海外ビジネスに関わる中堅・中小企業向けに、ゴルゴ13が危機管理について指南する漫画付きマニュアルを製作した[37][38]。
- 2003年に放送されたテレビ番組『トリビアの泉 〜素晴らしきムダ知識〜』（フジテレビ系）の中の「トリビアの種」コーナーにて実施された全国統計調査によると、「理容店によく置かれている漫画」の第1位である[39]。調査方法は札幌、仙台、東京、名古屋、大阪、広島、福岡の7大都市各300店舗、計2100店舗を回って同じタイトルの漫画は何冊あっても1つとしてカウント、本作は337店舗に置かれていた[39]。これは一話完結で待ち時間でも読みやすいからであると同時に、作者が理髪店出身という経緯から親しみがあるという店も存在する[40]。

## 登場する兵器・用語
G
各国の機関が会話する時などに用いるゴルゴ13の暗号名（コードネーム）。
ゴルゴ13のM16
ゴルゴが愛用するM16で、「傑作・アサルトライフル」では銃職人ベリンガー（アニメではデイブ・マッカートニー）がM16の強化を施す。最長射撃距離600m。
「傑作・アサルトライフル」と「激突! AK-100 vs. M-16」ではM16の象徴がゴルゴであるために、ゴルゴが命を狙われることがある。
後段のM16も参照。
マッジ・ペンローズの遺稿
第43巻147話「ミステリーの女王」、第51巻179話「毛沢東の遺言」
ミステリー作家マッジ・ペンローズが執筆する予定であった小説『Gと呼ばれる男』の一部で、ゴルゴの出生や秘密を詳細に書いた原稿とされているが、作中では内容が明らかにされていない。
第四帝国
初出は第52巻182話「沸騰」
ネオナチの中でも最も強いとされる勢力。各種企業を経営して、資金面も信じがたいほど多いといわれている。ヒトラーの第三帝国は13年しか続かなかったが、自分たちは千年続くと豪語している。本来は米ソが衝突した際に間をついて最後の戦いを挑むということだったが、ゴルゴ13を排除するということになった。しかし、ゴルゴによって崩壊する。
ロックフォード財閥
初出は第63巻217話「ロックフォードの野望」（アニメ版第44話）
世界最大の財閥。ロックフォード家の資産は、公表されているだけでも6千500億ドル（約145兆円）だが、実際にはこの数百倍あると考えられる。アメリカ大統領、ソ連書記長でさえ、ロックフォード財閥には勝てない。
ロシア革命において、莫大な資産援助を赤軍に与えたことや、旧ソ連政府は誕生の瞬間において、既にロックフォードの手の中にあったことや、アメリカ国内で常に宿敵だったニクソンをウォーターゲート事件で葬りさったのは、おそらくロックフォードと考えられる。ユダヤの雄ロスチャイルドは、現代ではロックフォードの軍門に下りヨーロッパを分割統治する存在に成り下がるなど、世界に冠たる巨大企業のほとんど全てがロックフォードの所有及び支配下となっている。。
なお、ロックフォードが世界を支配しているという設定は、「ロックフォードの野望」「ロックフォードの野望 謀略の死角」とゲーム『ゴルゴ13 ファイルG13を追え』の3作品のみの描写であって、他の作品にはこの設定は存在しない（ただし、金とコネに物を言わせてゴルゴを上から支配しようとする存在は他作品にも出てくる）。
また、現実においても世界経済を影で牛耳る財閥の噂はあるが、陰謀論の類いであるとされる（陰謀論の一覧#財閥陰謀論、王室陰謀論）。
また、モデルとなったロックフェラー家は作中にも登場している（「呪術の島」「ブラックジャイアント伝説」）。
デジタルコミック『ゴルゴ13 カーライルの野望』では「カーライル財閥」として登場。
XST
第74巻231話「見えない翼」
ロッキード社が開発したステルス戦闘機F-19の原型機。設計はクラレンス・ベッカー博士率いる開発チーム「スネーク・ワーク」が担当し、1977年に3機が完成した。
テスト飛行は当初グルームレイク空軍基地で行われ、1機が事故で墜落、1機がKGBの工作員による奪取を阻止するために撃墜された後に、残る1機はホロマン空軍基地に隣接する秘密基地「サム」に移送された。XSTの奪取に失敗したKGBは、この残る1機の奪取もしくは破壊とベッカーの暗殺をゴルゴ13に依頼する。
機体形状はレベル社のプラモデルなどに見られるF-19の形状に酷似している。なお、現実に計画されていたステルス機はF-19ではなくF-117であり、XSTはハブ・ブルーに相当する。
F25
第111巻342話「偽空座標X」
米国戦略計画統括局（ARPA）・人工知能研究室（AI・DEV）のラズベリー中尉が主導となって開発した、人工知能攻撃システムを搭載したアメリカ軍の次期ステルス戦闘機。ソフトウェアを省いた機体のみを国外へ販売することも計画されている。開発コードはATX、価格は1機2億ドル以上。試作機の試験はRE12空軍基地で行われている。
単発・クリップドデルタ・双垂直尾翼の単座戦闘機で、水平尾翼の代わりにベントラルフィンを有している。F-15の200倍のステルス性とF-14の5倍の迎撃能力を持っており、人工知能がパイロットに対して攻撃指示を行うほか、人工知能主導の自律戦闘も可能。武装として翼下と翼端のパイロンにAIM-1 サイドワインダーを計6発装備している。
開発チームが歯止めを失って暴走し、人工知能にゴルゴ13が搭乗した戦闘機の戦闘データを組み込んだため、それを感知したゴルゴ13の破壊対象となる。なお、ゴルゴ13の戦闘スタイルを取っているため、その戦闘機動は予測不可能。
最終暗号
第129巻427話「最終暗号」
数学教授佐久シゲルが解読した暗号。別名「佐久暗号」と言われる。
この暗号は一方から簡単に解けても別の方では難しい特徴を持つ（暗号の解読コードを知っている人間には解読できるが、知らない人間が解読することはほぼ不可能）。これは素数の2乗は誰でも簡単に計算できるが、逆に素因数分解で元の素数を求めるには桁数が多くなるほど大変な苦労を要する。例えば10桁の素数の2乗は電卓がなくても筆算でどうにか答えは出るが、逆に筆算の素因数分解で元の素数を求めるのは困難である点を利用している。コンピューターでは2進法で数値を表すため、この方法を使うと人間では計算はほぼ不可能で、スーパーコンピューターを使用しても相当に長時間が必要という暗号で現代社会で実際に使われている方式である。
SDR2
第148巻418話「装甲兵SDR2」
ベトナム戦争以来続く歩兵の地上戦アレルギーを克服すべく、米軍から戦闘用ロボットの開発を依頼されていたアメリカのダイナミック・ランドシステムズ社（以下DLS社と呼ぶ）が、1997年に日本の自動車メーカー・ONDが開発した二足歩行ロボット「S2」の発表会を見たことをきっかけに5年の歳月をかけて製作した二足歩行型バトルスーツ。当初は完全な無人兵器とする予定だったが、歩行システムと制御用人工頭脳に行き詰ったため、ONDから半ば強引に二足歩行技術を提供させ、兵士1名を搭乗させる有人機として完成した。前述の通りバトルスーツと称されているが、ロボットの二足歩行技術を採用していることから人間がロボットに乗り込み操縦する半ロボット兵器とも見られる。身長2m20cmで、重量は約1t。OND同様半ば強引に提供させた日本の隅友金属の強力電動モーター、四菱の燃料電池を使用しているため10時間に渡り歩行が可能。また、30kmを歩行しても搭乗員の疲労はウォーキング程度にとどまる。
内装はNASAの宇宙服に使用されている生命維持装置と同じで、常にSDR2内部の温度は一定に保たれる。兵装は右手にガトリング砲、左手にライフルと反対側に先端が尖ったワイヤー、左肩には火炎放射器（アニメ版のみ）を装備している。装甲はDLS社が製作した戦車M1エイブラムスの同様のもので、RPG-7のような対戦車兵器が命中しても破壊されることはない。
電磁波を使用し、地面に埋まっている地雷（プラスチック製の物を含む）を映像化して回避することが可能。なお、作中SDR2が対人地雷を踏んでも破壊されることはなかったが、対戦車地雷では回避していた所から、対戦車地雷に対しては損傷の危険があると見られる。
実戦経験が少ない兵士のために、DLS社が用意したスパコンに現在戦っている状況を画像で送り敵の戦法および使用している武器を計算し、SDR2搭乗者の所へ戦法が送られて有利に戦闘を進めることが可能。ヘルメットのガラスは防弾ガラスで、暗視スコープとしても機能する。また、ヘルメットの前面フードにモニターがあり、前述のスパコンが送ってきた戦法がモニターから表示される。また搭乗者のバイタルはモニターされており、必要に応じて鎮静剤、解熱剤、栄養剤、興奮剤などを自動的に注入する。
その欠点は、搭乗者側が精神面で対応しきれないこと。開発者は「コンピューターの命令に従うだけなので搭乗者への精神的負担は軽減される」と考えていたが、実際はコンピューターの命令に従ったとしても「人を殺した際に発する悲鳴や感覚」は搭乗者にダイレクトに伝わるため、搭乗者の精神は徐々に蝕まれることとなる。事実、劇中でも搭乗員の兵士は実験中徐々に精神を蝕まれ、最終的にはほとんど正気を失ったような状態となっていた。

## 「M16」

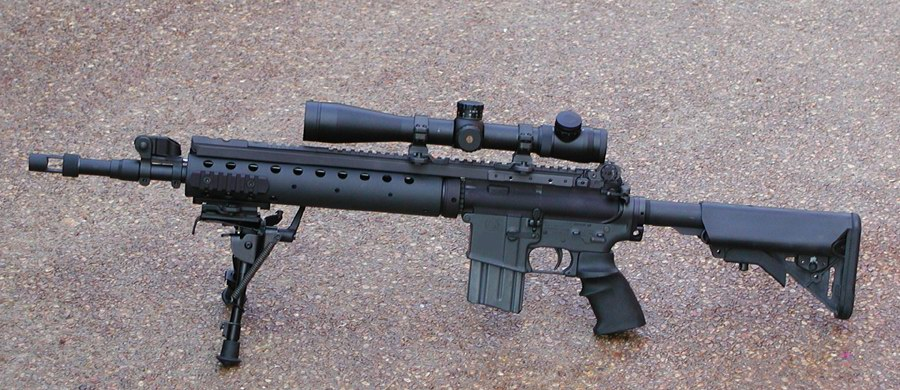
SPR Mk12 Mod 0 / M16をベースとする米軍の特殊目的ライフル（=狙撃銃）

作中で、ゴルゴ13は状況によって様々な銃を使い分ける。その中のM16（AR-15をベースとする米軍の制式目的ライフル）は、本来軍用小口径アサルトライフルであり、遠距離の狙撃に適した銃ではない。しかし、ゴルゴ13が使用しているM16は改良が施されており、あえてM16を狙撃銃としている理由について『デッド・アングル』で解説されることとなった。その後、『激突! AK-100 vs. M-16』で、ゴルゴはAK-47の開発者であるカラシニコフ（劇中名：カラジニフ）に、「自分は一人の軍隊である」と発言し、ゴルゴの体格に最も合い、狙撃銃、アサルトライフルとしての性能を高いレベルで両立できる銃としてM-16が最適であるために、ゴルゴがM-16を使用しているとカラジニフは解釈した。この際、ゴルゴはAK-100が50年先も名銃として残るだろうが、M-16にはそれまでの寿命はないとも彼に話したが、最終的にはカラジニフがゴルゴに抵抗したため殺害に及んでいる。また、ゴルゴはM16の開発者でもあるストーナー（劇中名ストーラ）にM16の欠点や改良点をアドバイスしたらしく、それを元にM16A2を開発したという設定になっている。
2023年11月に連載55周年を記念してゴルゴが使用していた初期型M16を再現した電動銃が企画され、それにともない同時期の話から再び初期型M16がゴルゴによって度々使用されるようになった。
劇画家の小林源文によると、本作の連載開始前、当時モデルガンメーカーMGCの社員で、宣伝部所属だったイラストレーターの上田信に、さいとう・プロから「新連載の主役である殺し屋に持たせる銃は何がいいか?」と、それが狙撃に使うものであるという説明なしの質問があり、最新の軍用銃だったM16を勧めたのが採用の理由であったという。また、ゴルゴ13は狙撃手という印象が定着している（狙撃以外の方法での殺人は稀）が、初期の作品においては必ずしも狙撃を行わず、必要な場合のみ手段のひとつとして狙撃を行うオールマイティな殺し屋である。実際、過度にM16に固執しているわけではなく、超長距離からの精密な狙撃が必要な状況や仕事の内容（目的）によって、M16以外の銃を使用していることもある。
なお、さいとうたかを自身は国内外の様々なライフルからM16の多様性を評価し、ゴルゴ13の愛銃として採用したと専門誌『コンバットマガジン』（ワールドフォトプレス）（2009年4月号）で語っている。
現実のM-16
本来のM16は、軍用アサルトライフルであり、狙撃銃としての精度は大口径の銃・ボルトアクションライフルのほうが優れている。
ただし、M16はアサルトライフルとしては高精度である。弾薬の特性上遠距離射撃には問題点が残るものの、300mから400m程度の近距離狙撃には現在でもよく用いられる。そのため、特殊目的ライフル（Special Purpose Rifle）として、狙撃用に改良した狙撃銃M16も存在する。
事実、ゴルゴ13連載開始(1968年11月)前の1960年代後半時点において、狙撃眼鏡を用いるM16の狙撃銃型としてColt Model 655やColt Model 656などが既に存在しており、米軍によりベトナム戦争にて実戦投入されていた。
作中でのM16の描写
狙撃銃としては、M16が決して最適ではないことはゴルゴ13も承知の上である。しかしゴルゴ13はフリーランスの狙撃手であり、単純に狙撃をこなせばよいという訳ではなく、任務中に敵との銃撃戦に入ることも頻繁にある。よって1丁の銃で狙撃と銃撃戦の両局面に対応できるM16は最適の選択になる。なお第一話「ビッグ・セイフ作戦」では、専用に作られたロング・マグナム弾を使う、アーマライトM16を高性能狙撃用に改良した変形銃、であると語られている。

## スタッフ

### さいとう・プロダクション
現在の制作スタッフ
- ふじわら・よしひで（藤原芳秀。劇画家の池上遼一の弟子。2019年7月発表の第592話「複数弾同時着弾」よりさいとう・プロダクションに参加[44]。当初は自身の作品である拳児2の連載と並行してさいとう・プロダクションの作品制作を担っていたが、入院中のさいとう・たかをにより作画チーフに指名され[45]、さいとう・たかをの没後は後継者(実質的な作者)として活動している[46]。）
- 藤原輝美（藤原芳秀の双子の兄。拳児、ジーザス、闇のイージスなどの作品においてアシスタントとして兄弟で活動している。)
- 宇良尚子（さいとう・プロダクションの作品において主に女性キャラの作画を担当。)[47]
- 白川修司（さいとう・プロダクションの作品において主に背景の作画を担当。)[48]
- 木村周司
- 永嶋康宏
- 杉本隆康
- 渡辺格
- 小山響
- 徳地康嘉
- ふじわら・まゆ
- 古賀憲

過去の作画制作スタッフ
- 石川フミヤス
- 武本サブロー
- 甲良幹二郎
- 千葉利助
- 神田猛（神田たけ志）
- 山崎拓味（やまさき拓味）
- 大竹由次（小山ゆう）
- 三村ヨウコ
- 田村精作（叶精作）
- 中津真樹子
- フジ・山城
- 前田金蔵
- 山川紀生
- 加藤晴美
- 鷲尾清春
- 神江里見
- 忠・サクマ
- 雪徹雄
- 伊賀かずひろ
- 村上利男
- 由棋準
- 西川弘
- よこみぞ・邦彦（横溝邦彦）
- 青木和夫
- TAKU
- 谷平由佳
- ばん・ひろし
- 田中けん一
- 松本修治
- さとう・がく
- 村上十志
- つだ・幸則
- サトウ和雄
- 菅井まさる
- 篠田昭博
- なかざと遊生
- 横井仁司
- 正村弟
- 上柚宇大
- クニムラ利雄
- 赤司教
- 杉本洋平 - 石川が体調を崩したごろから、さいとうプロのスタッフになる。
- 大野恵

写真提供
- 松本正男

### 脚本スタッフ
リイド社SPコミックスコンパクト173巻まで（=本誌550話までとビッグコミック増刊掲載作すべて）に収録されたエピソードのうち、8本以上を書いている脚本家、およびそれ未満でも特筆性のある脚本家のリスト。括弧内数字は作品数。ただし、SPコンパクト版に未収録の5作品、および脚本家の名が脱落している1作品（＝コンパクト23巻の第94話「破局点」）はカウントしていない。また「502話　キメラの動力」は静夢と横溝邦彦の共著で、双方いずれにもカウントしている。
- K・元美津（81）
- ながいみちのり（61）
- 横溝邦彦（56）＝元作画スタッフ。別名：よこみぞ邦彦。
- 北鏡太（44）
- 氷室勲（31）
- 外浦吾朗 （30）＝小説家の船戸与一、自身の脚本作品のノベライズも行っている。
- 竹内亨（26）＝別名：竹内とおる;とおる。
- きむらはじめ（24） ＝別名：きむら・はじめ。
- 国分康一（24）
- 岩沢克（24）
- 熊坂俊太郎（20）
- 新井たかし（18）
- 小池一雄（18）＝ 後に小池一夫。1話～24話の内の18話が小池の脚本であり、ゴルゴ13の口調や行動の原点は小池脚本による要素が大きい。
- 綾羅木恭一郎（16）
- 工藤かずや（16）
- 夏緑（15）
- 品川恵比寿（11）
- 犬丸らん（11）
- 香川まさひと（11）
- 静夢（10）
- 平良隆久（9）＝別名：テーラ平良、テーラー平良。
- 加久時丸（8）
- 宮崎惇（7）＝「18話 白の死線」「23話 内陸地帯」「32話 帰ってきたターゲット」「44話 VooDoo」「51話 潜入ルート“G3”」「増刊7話 蝶を射つ!!」「81話 海へ向かうエバ」（案、原案、脚本協力を含む、一部の記載で「宮崎淳」と誤植されている。）
- 沖吾郎（5）＝さいとう・たかを当人 「増刊7話　蝶を射つ!!」「81話 海へ向かうエバ」「93話 夜は消えず」「203話 女カメラマン・キム」「249話　ルート95」
- 須摩鉄矢、別名：須磨鉄矢（5）＝松本正彦の別名 「156話 ニューヨークの謎」「175話 獅子の椅子」「185話 予期せぬ人々」「189話 リトル・ハバナ」「214話 スパニッシュ・ハーレム」
- 本田一景（4）＝堀井雄二 「217話 サギ師ラッキー」「220話 アイリッシュ・パディーズ」「224話 イリーガルの妻」「233話 弾道」
- 江戸川啓視（1）＝長崎尚志 「429話 真のベルリン市民」
- 林律雄（1）「増刊11話 刑事よさらば」
- 井沢元彦（1）＝「500話 史上初の狙撃者」

## スピンオフ
銃器職人・デイブ（ガンスミス・デイブ）
作者のさいとう・たかをが生前手掛けた最後の作品となった。最晩年の2021年7月から『ビッグコミック増刊』（小学館）にて2021年8月号（7月16日発売）から2022年6月号（5月17日発売）まで連載された後、新章が2024年3月号（2月17日発売）から連載されている。銃器職人のデイブ・マッカートニーを主人公にしており、連載53年目にして本作初のスピンオフとなる。スピンオフのシーズン1に当たる作品。本編と同じく、当初は「さいとう・たかを／さいとう・プロ作品」、2022年3月号（2月17日発売）からは「原作さいとう・たかを／さいとう・プロ作品」の作者表記で掲載されている。脚本は、さいとう自身、さいとう・プロ（さいとう没後分）の他、テーラー平良が参加している。
単行本は小学館ビッグコミックスから、既刊2巻。
- 原作：さいとう・たかを／さいとう・プロ作品『ゴルゴ13スピンオフシリーズ 1 銃器職人・デイブ』小学館〈ビッグコミックス〉、2022年9月30日発売 ISBN 978-4-09-861443-1
- 原作：さいとう・たかを／さいとう・プロ作品『ゴルゴ13スピンオフシリーズ 1 銃器職人・デイブ 2』小学館〈ビッグコミックス〉、2025年1月30日発売 ISBN 978-4-09-863252-7

ゴルゴCAMP
『マンガワン』（小学館）にて2021年8月28日から2022年11月26日まで連載された。作画は深山雪男、構成は佐々木正孝。アウトドアで起こり得る多くの困った場面で、Gが現れてそのトラブルに対処するというコメディスピンオフ作品。アウトドア情報誌の『BE-PAL』（同）とコラボレートした同名の書籍『ゴルゴCAMP』が同年9月29日に発売され、本作が9話収録されている。
Gの遺伝子 少女ファネット
『ビッグコミック増刊』（小学館）にて2022年8月号（7月15日発売）から2023年12月号（11月17日発売）まで連載された。「ゴルゴの遺伝子を持つ少女」ファネット・ゴベールを主人公としており、『銃器職人・デイブ』に続く、本作のスピンオフシリーズ作品である。原作さいとう・たかを／さいとう・プロ作品。脚本は、本編でファネットが登場する各編を担当している夏緑、およびさいとう・プロによる。
単行本は小学館ビッグコミックスから、既刊2巻。
- 原作:さいとう・たかを/さいとう・プロ作品 『ゴルゴ13 スピンオフシリーズ 2 Gの遺伝子 少女ファネット 1』 小学館〈ビッグコミックス〉 2023年5月30日発売 ISBN 978-4-09-861824-8
- 原作:さいとう・たかを/さいとう・プロ作品 『ゴルゴ13 スピンオフシリーズ 2 Gの遺伝子 少女ファネット 2』 小学館〈ビッグコミックス〉 2024年2月29日発売 ISBN 978-4-09-862756-1

## 実写映画
- 『ゴルゴ13』（1973年、東映）
主演：高倉健、監督：佐藤純弥

- 『ゴルゴ13 九竜の首』 （1977年、東映・嘉倫電影有限公司）
主演：千葉真一、監督：野田幸男

なお、さいとうは「（2008年現在で）実写版ゴルゴ13を撮るならば、ハンマー投げ選手の室伏広治しかいない」と語っている。

## 劇場アニメ
ゴルゴ13（1983年）
- 「帝王の罠」をベースに、「ヒドラ」「チェック・メイト」など数本の作品のシークエンスをアレンジしたパートを加え、さらに独自のストーリーとキャラクターを使って構成されている。世界で初めて劇中に3DCGを使ったアニメ作品。ゴルゴの声は瑳川哲朗が担当している。ゴルゴが紙巻タバコを吸っていたり、待ち合わせでクラクションを鳴らされるまで相手に気づかない、おなじみの台詞を言わないなどの点が原作と異なっている。監督の出崎統は、トークイベントにおいて「ゴルゴみたいな人間は、いるわけがない。結局、感情移入ができなかった。だから長坂さんの脚本にあった『あんたは最高の人間だった』という最後のレオナルド・ドーソンのセリフをコンテ段階で変えた」と語った。
- 劇場公開時は映倫審査で一般映画(現在のG指定)だったが、性表現や残酷な描写があり、WOWOWでは年齢視聴制限付（R-15指定相当）で放送されたこともある。またTSUTAYAなどのレンタルビデオ店でも、レイティングシステムによりR-15指定になっている（中学生以下は貸し出し不可）。
- 音響はモノラルで製作・公開されたが、「日本初のドルビー・ステレオ映画」と誤解されることがある。これは、同監督の『SPACE ADVENTURE コブラ』（1982年）と混同されているようである。後のOVA版制作時のインタビューによると、実写映画版の出来には不満のあったさいとうも、このアニメ版は、上記のように「お約束」を守っていないことを承知しながらも気に入った模様で、OVA版も同じ出崎が監督することを喜んでいた。なお、さいとういわく「アニメにはあまり興味がない」とのことだが、『スペースコブラ』は例外的にお気に入りだったようで、これも出崎が監督だったと後で知って驚き、納得したとのこと。またこのアニメ版の初号試写を観た段階で、出崎と長年コンビを組み、この作品でも作画監督を務めた杉野昭夫について、自分の絵に左右されずに独自のキャラクターを作り上げている点、およびその絵の巧さを、きわめて高く評価していた。

### スタッフ（劇場アニメ）
- 監督 - 出崎統
- 製作 - 藤岡豊、山本又一朗
- プロデューサー - 稲田伸生
- 脚本 - 長坂秀佳
- 音楽 - 木森敏之
  - 主題歌 - 「プレイ・フォー・ユー」シンディ・ウッド（英語版）（ポリスター）作詞：阿木燿子　作曲：つのごうじ　編曲：木森敏之
- 作画監督 - 杉野昭夫
- 美術監督 - 小林七郎
- 撮影監督 - 高橋宏固
- 編集 - 鶴渕允寿
- 録音監督 - 伊達渉
- 選曲 - 鈴木清司
- 効果 - 倉橋静男（東洋音響）
- 音楽プロデューサー - 飯田倫子
- 製作担当 - 池田陽一
- 助監督 - 大賀俊二
- 原画 - 大塚伸治、福島敦子、塚田信子、森本晃司、本木久年、大橋学、杉野左秩子、清水恵蔵、四分一節子、小林ゆかり、川筋豊、小泉謙三、大坂竹志、半田由利、武藤照美、高橋千代子、清山滋峯
- 動画 - 加藤涼子、遠藤ひろみ、岩田通代、吉沢八重子、水野恭子、近藤勝也、桑沢和世、松尾裕子、舘山かおる、川端良子、鈴木弥生、北野由美子、小曽根陽子、長繩宏美、大村まゆみ、杉山典子、植木貴子、村井宏宣、水野祥司、岡野秀彦、山崎久夫、柳沢哲也、深谷米子、井上哲、奥野浩行、萩森啓子、露木進、吉川文代、清野良夫、高奥誠也、関口重晴、宮田輝子、新屋真知子、前島健一、佐々木正克、伏田光宏
- 作画協力 - マジックバス、中村プロダクション、A・I・C、スタジオ・オニオン、A・G・U、はだしぷろ、悟空舎、ネオ・メディア、ACT、スワンルー・プロ
- 仕上協力 - スタジオ キャッツ、遊民社、虫プロダクション、スタジオ マリン、IMスタジオ、アクト、ヴィオラ社、はだしプロダクション、新生プロダクション、A・I・C、スタジオサンライズ、スワンルー・プロ
- 背景 - 小林プロダクション - 福村八重子、是信光男、大村真二、形山正、加藤賢司、下谷美恵子、小平朝子、田沢彰太
- 撮影 - 高橋プロダクション - 宮内征雄、細野正、平山昭夫、安津畑隆、伴尚志、小林武男、大田勝美、宇田川孝、遠藤公祐、安原吉晃、石川郁子、佐藤雪絵
- 動画チェック - 新木寿子、中川早苗
- 色指定 - 池内道子
- 仕上検査 - 比嘉貴子、小沢宗子
- 特殊効果 - 橋爪朋二、前川孝
- ネガ編集 - 高橋和子
- 制作通行 - 横溝隆久、森田和芳、高野武、高橋信治
- 制作協力 - あんなぷる
- コンピュータグラフィックス製作 - トーヨーリンクス
  - CG製作総指揮 - 大村皓一
  - CGディレクター - 御厨さと美
  - テクニカルディレクター - 西村仁志
  - プロデューサー - 都築正文、山川紀正、市橋耕治
  - エンジニア - 吉村浩、大野廣司、小林弘明、田中伸治、芳田朗、児田洋一、塚田利夫、相沢真人、遠藤增春、桜井照久、福本隆司
  - コリオグラフィー - 湖川友謙
  - CGスタッフ - 渡辺登、もとのりゆき、芥川義明、明珍友子、森香織、星野均、千葉敬介、橋本知明、駒形行哉、村山正之、加藤信之、西畑泰、小野浩美、杉浦治、岡村新、斉藤紀久代、渡辺純、武井潤
  - 制作担当 - 山下雄大、秋田健作
  - 制作進行 - 浅野秀二
  - CG製作協力 - 大阪大学CGグループ - 白川功、河田亨、江木康雄、榎木美恵子、出口弘、辰己敏一、河合利幸、平井誠、中山貴司、内藤岳、内村敏幸、西田政人、那須雅樹、山下伸一、舟渡信彦
  - プロデューサー - 飯田倫子、山中博晶
  - ディレクター - 吉田達夫、岩村憲真
- 音楽制作 - ライトリンクスコーポレーション
- 録音制作・録音スタジオ - 東北新社
- 現像所 - 東洋現像所
- アニメーション制作 - 東京ムービー新社
- 製作 - 東京ムービー新社、フィルムリンク・インターナショナル
- 配給 - 東宝東和

### キャスト（劇場アニメ）
- ゴルゴ13 - 瑳川哲朗
- 石油の帝王　レオナルド・ドーソン - 納谷悟朗
- シンディ - 藤田淑子
- 陸軍特殊部隊隊長　ボブ・ブレイガン中佐 - 富田耕生
- ペンタゴン情報局長　T・ジェファーソン将軍 - 小林清志
- ローラ - 武藤礼子
- ロバート・ドーソン - 富山敬
- パゴ - 嶋俊介
- モレッティ司教 - 納谷六朗 [注 8]
- 時計屋 - 千葉耕市
- シンディの部下 - 郷里大輔
- 二又一成
- ビッグ・スネーク - 千田光男
- CIA副長官　E・ヤング - 村越伊知郎
- FBI本部長　F・ガービン - 兼本新吾
- リタ - 小宮和枝
- 林一夫
- アルバート - 北村弘一
- パブロ - 青野武
- 屋良有作
- エミリー - 滝沢久美子 [注 9]

## OVA
ゴルゴ13〜QUEEN BEE〜（1998年）
- アニメ化第2作。玄田哲章がゴルゴ13を演じている。劇場版と同様に、ゴルゴ13への依頼方法や、任務遂行時に標的に対し私情を挟む描写が原作と異なる。また、一旦標的に接近したゴルゴ13が相手を仕留め切れずに逆襲されて逃げるなど、らしからぬ一面を見せるシーンがある。
- 性表現（ソニアが全裸になるなど）や残酷な描写（ベニングが目を潰されるなど）がある。AT-Xでは年齢視聴制限付(R-15指定)で放送された。

### スタッフ（OVA）
- 製作：吉村仁、長澤之
- プロデューサー：山本又一郎
- 企画：田代智之
- 脚本：田子明弘
- キャラクターデザイン・作画監督：杉野昭夫、内田裕
- 美術監督：市原美恵子
- 撮影監督：高橋宏固、野口肇
- 編集：森田清次
- 音響監督：山田智明
- 音楽：芳野藤丸
- ミュージックディレクター：鈴木清司
- 演出：桑原智
- 原画：西田正義、三浦厚也、吉村昌輝、小林準治、木川純一、瀬谷新二、横手博人、清水健一、釘宮洋、大下久馬、青柳重美、小田不二夫、加瀬政広、野田道子、八木喜之、吉田忠勝、片岡康治、建石敬子、石川聡、田中嘉、片山みゆき、東海林康和、宇都宮香織
- 動画チェック：岡村隆
- 動画：柴山博満、細居美恵子、目黒香央里、清水保之、野口陽子、柴田絵理子、東京アニメセンター、DR MOVIE、イマジン、スタジオダブ、エムアイ、きのプロダクション、北京写楽美術芸術品有限公司 - 党群、韓穎、張登雲、王冬梅、石海英、石玉玲、陳靜、王立明、牛文伶、萬志文、田咏梅、朱文維、馬志毅、睿海霞、呂嬌、劉琳、周紅武、牛金良、李萍、孫振宇、朱紅梅、王軍
- 美術：岡田和夫、斎藤雅己、柴田正人、岩崎清宏、管野孝信、長嶋哲彦、大橋則子、東信史
- 色彩設定：岡野強、番場聖
- 特殊効果：村上正博
- デジタルペイント：川添恵
- 仕上検査：斎藤京子、王淑雲、梁麗紅
- 仕上げ：北京写楽美術芸術品有限公司 - 陳栄花、王麗英、程玉海、葛書吉、程継東、劉増海、陳艶紅、張学松、喜志蓮、程曉剛、王建蕊、馬連義、石雪蓮、蒋曉剛、羅東閣、閻紅梅、張志華、張志勇、李興壽、王秀芬、王娣娣、黄雯莉、楊建敏、李興峰、李海東、王愛萍、付雪花、安立芳、馬微、趙香春、張春蘭、倪春娟、王艶婷、柴勝武、趙曉芳、陳金茹、孟祥平、馮長亮、李小松、陳艶麗、黄潤貴、陳紅梅、孫麗君、孟冬霞、張清華、黄永海、張娜、陳国富
- 撮影：高橋プロダクション - 高橋宏固、野口肇、宮川晴年、堀越弘伸、小川猛、佐藤純、永井純子、丸橋由紀子、高橋智弘、福田智子、木村俊也、佐藤益由、豊永安義
- ネガ編集：森田編集室 - 坂本雅紀、高山智江子、青木正子
- 現像：IMAGICA
- タイトル：マキ・プロ
- ビデオ編集：キュー・テック
- エンディングテーマ曲：「Turquoise Blue」
  - 作詞：エリック・ゼイ / 作曲・編曲：芳野藤丸 / 唄：芳野藤丸、小野ひとみ
- 音楽制作協力：原一夫（サブウォーカーズ）、平田尚一（トライストーン・エンタテイメント）
- 音響効果：糸川幸良
- 録音調整：はたしょうじ
- 録音助手：田中文章
- 録音スタジオ：東京テレビセンター
- 音響制作：HALF H・P STUDIO、野口貴由
- 制作進行：華平、大澤宏志
- 動画制作：周惠君、許志国、聶佳
- 仕上制作：靳雪勤、張軍利、梁曉紅、沈黎華、田亜江
- 制作事務：根崎祥子、名倉三香子
- 監督・絵コンテ：出﨑統
- 制作協力：手塚プロダクション
- アニメーション制作：手塚プロダクション
- 製作：フィルムリンク・インターナショナル、グッドヒル・ヴィジョン、BMGジャパン

### キャスト（OVA）
- ゴルゴ13 - 玄田哲章
- ソニア - 勝生真沙子
- ロバート・ハーディ - 有本欽隆
- トーマス・ウェルサム - 中尾隆聖
- ゴードン - 富田耕生
- ロッチーニ - 上田敏也
- ゴメス将軍 - 麦人
- 情報屋 - 大塚明夫
- パメラ - 火野カチコ
- ベニング - 内田直哉
- バーナード - 中村大樹
- アントニオ - 荒川太郎
- バーテン - 梅津秀行
- 幹部 - 永野広一
- 若い兵士 - 伊崎寿克
- ジョルジュ - 谷口和花子
- マリア - 小田木美恵
- アンリ - 菊地祥子

## テレビアニメ

### 1971年版
1971年3月29日から9月24日まで、TBSの平日23時30分から23時40分の10分枠で放送。早朝6時30分から15分枠で放送されたこともある。ABCも5分遅れでネットしていたが6月25日で打ち切り。
初のテレビアニメ化だが、原作のコマを基に描き起こした静止画と登場人物の声や効果音などを合わせる、いわゆる「スチールアニメ」で製作された。さいとう・プロダクション公式は「劇画ドラマ」と呼称している。
後年のアニメ特集やアニメ雑誌などで取り上げられることは少ない。2016年に放送されたテレビ番組『マツコ&有吉の怒り新党』では「（この時点では）映像は現存していない」と紹介。後年のストップモーション作品が本作と同じ手法で作られた作品として紹介された。
その後、フィルムが発見・復元され、デジタルリマスター化された映像の一部回（後述）が2023年12月にBS-TBSでセレクション放送された。この放送が好評であり、視聴に耐えうる分を何らかの形で全部公開してほしいという声が関係各位に多く寄せられた事から、2023年12月29日から翌2024年まで連続4ヶ月に渡って、先ほどの条件を満たした全40話（BSで放送した分も含まれる）が有料配信サイトにて公開されることとなった。

#### スタッフ（1971年版）
- 原作 - さいとう・たかを、さいとう・プロダクション（小学館「ビッグコミック」連載）
- 音楽 - 山下毅雄
- オーディオ担当 - 近森啓祐、加藤敏、本田保則、小松亘弘
- 制作協力 - ビデオ・サービス、東北新社
- プロデューサー - 斎藤豊、河島治之
- ディレクター - 河島治之
- 作画 - 井上英沖[67]、松久由宇[67]、宮腰義勝[67]、和田順一 ほか
- 演出 - 和田嘉訓
- 効果 - 藤田信夫、遠藤尭雄
- 調整 - 山下欽也
- 制作 - TBS映画社（シマ企画・鈴木プロ）

#### 声の出演（1971年版）
- ゴルゴ（映像での表示ママ） - 新田昌玄
- ナレーション - 城達也
- 雨森雅司
- 荒砂ゆき
- 小林裕子
- 槙伸子
- 城山堅
- 加藤修
- 中田浩二
- 安田隆
- 宮内幸平
- 立壁和也
- 納谷六朗
- 徳丸完
- 中島喜美栄
- 肝付兼太
- 武川信
- 嶋俊介
- 恵比寿まさ子
- 山本嘉子
- 大原麗子
- 辺見マリ
- ちあきなおみ
- 田口昴
- 石井敏郎

#### 各話リスト（1971年版）
※各話は本編十分弱の「Part」を1単位(これが本放送における1回分に相当)として、短い話で2Part(約25分強)、最長5Part(約60分強)で構成されている。
※下記リストの話数カウント（ナンバリング）は先述した配信サイトなどでリストアップ・公開されているものを出典としており、本放送における放送順では無い可能性がある（下記リストに記載したものが制作された全ての話とも確定されていない）。BS-TBSでセレクション放送した話については、備考欄に放送された順で数字を記載している。
| 話数 | サブタイトル                           | 備考                                                |
| ---- | -------------------------------------- | --------------------------------------------------- |
| 1    | 白夜は愛のうめき Part１〜2             | BS 12/10放送（1）                                   |
| 2    | 南仏海岸 <コート ダジュール> Part１〜3 |                                                     |
| 3    | バラと狼の倒錯 Part１〜3               |                                                     |
| 4    | 帰って来たターゲット Part１〜5         |                                                     |
| 5    | 檻の中の眠り Part１〜2                 | BS 12/12放送（5）                                   |
| 6    | スタジアムに血を流して Part１〜3       | BS 12/14放送（9 Part１） BS 12/15放送（9 Part2〜3） |
| 7    | ビッグセイフ作戦 Part１〜5             |                                                     |
| 8    | 駅馬車の通った町 Part１〜5             |                                                     |
| 9    | 暗い街灯の下で Part１〜2               |                                                     |
| 10   | 魔笛のシュツカ Part１〜5               |                                                     |
| 11   | 飢餓共和国 Part１〜5                   |                                                     |
| 12   | マッディ・ブラッド Part１〜2           |                                                     |
| 13   | 死に絶えた盛装 Part１〜3               |                                                     |
| 14   | 番号預金口座 Part１〜5                 |                                                     |
| 15   | 価値なき値 Part１〜5                   |                                                     |
| 16   | 喪服の似合うとき Part１〜5             |                                                     |
| 17   | 猟官バニングス Part１〜2               | BS 12/11放送（3）                                   |
| 18   | 雪は黒いドレスの肩に Part１〜3         |                                                     |
| 19   | マニトバ Part１〜5                     |                                                     |
| 20   | リリオスのけし Part１〜5               |                                                     |
| 21   | 色あせた紋章 Part１〜3                 |                                                     |
| 22   | 黒い熱風 Part１〜2                     |                                                     |
| 23   | 狙撃のGT Part１〜2                     | BS 12/10放送（2）                                   |
| 24   | デロスの咆哮 Part１〜3                 |                                                     |
| 25   | ラブはナイフ PART１〜2                 |                                                     |
| 26   | 内陸地帯 Part１〜3                     |                                                     |
| 27   | 白の死線 Part１〜2                     |                                                     |
| 28   | 仮面の標的 Part１〜3                   |                                                     |
| 29   | ゴルゴin砂嵐 Part１〜2                 | BS 12/10放送（6）                                   |
| 30   | ベイルートVIA Part１〜3                |                                                     |
| 31   | シェルブール0300 Part１〜2             | BS 12/13放送（7）                                   |
| 32   | 最後の間諜‐虫‐Part１〜3                |                                                     |
| 33   | ブービートラップ Part１〜2             | BS 12/11放送（4）                                   |
| 34   | WHO? Part１〜3                         | BS 12/13放送（8 Part1〜2） 12/14放送（8 Part3）     |
| 35   | 激怒の大地 Part１〜5                   |                                                     |
| 36   | 殺意の交差 Part１〜2                   | BS 12/17放送（10）                                  |
| 37   | 査察シースルー Part１〜3               |                                                     |
| 38   | デスマスクの肖像 Part1〜2              |                                                     |
| 39   | VooDoo Part１〜3                       |                                                     |
| 40   | 女王陛下の憂鬱 Part１〜5               |                                                     |

| TBS 平日23:30 - 23:45枠 | TBS 平日23:30 - 23:45枠 | TBS 平日23:30 - 23:45枠 |
| 前番組                  | 番組名                  | 次番組                  |
| ----------------------- | ----------------------- | ----------------------- |
| U&I                     | ゴルゴ13 （TBS版）      | ホビーライフ            |

### 2008年版
連載40周年を記念した作品で、初の「動画」でのテレビアニメ化となる。前述の劇場アニメ及びOVAとは繋がりはない。テレビ東京系列6局およびBSジャパン・一部の独立UHF局および地方局にて2008年4月11日（テレビ東京の場合）、4月13日にBSジャパンで放送を開始し、翌2009年3月27日で放送を終了した（基本情報はテンプレートおよび放送局の項を参照のこと）。
ゴルゴ13の特質を表す台詞などのうち「用件を聞こう」「俺の後ろに立つな。命が惜しければ。」が選ばれ、キャッチフレーズやナレーションにも使われた。また、ゴルゴ役の声優に舘ひろしを起用している。また、本作以前の作品でゴルゴを担当した経験のある声優（津嘉山、玄田、小川）もゲストで出演している。逆に、本作でゲストキャラクターを演じた声優（若本規夫と大塚明夫）が後年、ゴルゴの声を担当している。なお、小川が演じたキャラクター以外は全員、ゴルゴに殺害されるという顛末を迎えている。
アニメが放送された2008年を舞台としているため、原作掲載時と比べ、時代にそぐわないものはカットされたり、現代に合うように変更されたりしている。キャラクターの回想シーンを除き、子供が犠牲になるシーンは別人に差し替えられているか、登場そのものが丸々カットされている。また、原作の特徴の一つ、現実の国際情勢や実在の事件に題材をとったジャーナリスティックな話は登場せず、エピソードの舞台となる国名や都市名さえ明記されないことが多い。またアニメオリジナル展開もあり、原作では匿名だったメインゲストキャラクターには全員名前が与えられている。
本アニメのゴルゴは、全編通して喫煙シーンがカットされている。連載初期のエピソードをアニメ化するにあたっては、作劇上必要なものを除きゴルゴのセリフがカットされている。一方でゴルゴのセリフが一切存在しないエピソードについては最低一言、喋るシーンが必ず加えられている。
DVDはバンダイビジュアルが発売し、2008年11月から全13巻でレンタルが開始され、11月に第1巻が、その後は毎月2巻リリースされた。情事の時に女性キャラクターが全裸になるシーンなどが多いため、こちらも劇場版と同様、R-15指定になっている。セルDVDは2009年6月26日から全4巻で発売された。第1巻は4枚組で14話、2巻以降は3枚組で12話収録とDVD-BOXに近い構成となっているが、1枚あたりの値段は約1500円から2100円程度だった。放送終了後に主題歌を歌ったGIZA studioの所属アーティストやグループが解散したり、芸能界から引退するなどと所在が分からなくなったことから、Blu-ray Discについては現状では販売されていない。ただし、海外版は発売されている。ネット配信については現在バンダイチャンネルなどで有料配信中。
ゴルゴ誕生45周年にあたる2013年には同年4月よりTOKYO MXで全話を翌2014年3月まで放送した。
SPコミックス200巻が発売された2021年は、6月から9月までファミリー劇場で放送された（その放送中に、201巻、202巻が発売された）。

#### スタッフ（2008年版）
- 原作 - さいとう・たかを、さいとう・プロ
- 原案協力 - 西村直純
- チーフディレクター - 大賀俊二
- シナリオコーディネーター - 飯岡順一
- キャラクターデザイン - 竹内一義
- 美術監督 - 水谷利春
- カラーデザイン - 甲斐けいこ、篠原愛子
- 撮影監督 - 高橋健太郎
- デジタルプロダクションディレクター - 羽山泰功
- CGIディレクター - 畑中裕之
- 音響監督 - 小山悟
- 音楽監督 - 鈴木清司
- 音楽プロデューサー - 池田大介
- 編集 - 瀬山武司
- 音響効果 - 横山正和
- 銃器監修 - 納富貴久男（BIG SHOT）、近藤力
- スーパーバイザー - 齋藤人志、大村信
- コンテンツプロデューサー - 柴田幹雄、湯浅昭博、久保聡
- アソシエイトプロデューサー - 大槻育宏、岡本順哉→三野裕久、大河原健、岡本順哉
- アニメーションプロデューサー - 福丸教幸
- プロデューサー - 松山進→青木俊志
- アニメーション制作 - The Answer Studio
- 製作 - テレビ東京、創通エンタテインメント

#### 主題歌
レーベルは全てGIZA studio。
- オープニングテーマ
  - Target.1 - Target.25 「Take The Wave」
    - アーティスト・作詞 - Naifu / 作曲・編曲 - 森下志音

  - Target.26 - Target.50 「So faraway」
    - アーティスト - PINC INC / 作詞 - 碧井椿 / 作曲 - 大野愛果 / 編曲 - 森下志音
- エンディングテーマ
  - Target.1 - Target.12 「ガラスのハイウェイ」
    - アーティスト - doa / 作詞・作曲・編曲 - 徳永暁人

  - Target.13 - Target.25 「夢のひとつ」
    - アーティスト - GARNET CROW / 作詞 - AZUKI七 / 作曲 - 中村由利 / 編曲 - 古井弘人

  - Target.26 - Target.38 「その笑顔よ 永遠に」
    - アーティスト・作詞 - 北原愛子 / 作曲 - 川島だりあ、倉田冬樹 / 編曲 - 古井弘人

  - Target.39 - Target.50 「もう君をひとりにさせない」
    - アーティスト - 三枝夕夏 IN db / 作詞 - 三枝夕夏 / 作曲 - 大野愛果 / 編曲 - 小澤正澄
- ゴルゴ13テーマ（アーティスト：DIMENSION）
  - 提供クレジットと、アニメ本編で狙撃に成功し去っていく時のラストBGMとして使われることが多い。悲しい雰囲気に包まれた時は、アレンジされたものが流れたりもする。また、アイキャッチにも、この曲の出だしが使われている。

#### オープニングとエンディング
- キャラクター名と声優が表示されるのは、このアニメはエンディング (ED) だが、ゴルゴのみ「ゴルゴ13（改行）舘ひろし」と、オープニング (OP) にも表示される。
- OP1の出だしの「ゴルゴがM16を出すためにアタッシュケースを開ける」映像は、Target.4に使われた。また、OP2序盤の摩天楼群の映像も、Target.2の映像を引用している。
- EDは「夢のひとつ」以外は歌が終わった後、タイトルロゴが表示される。

#### 声の出演（2008年版）
- ゴルゴ13 - 舘ひろし
- デイブ・マッカートニー、次回予告ナレーション：千田光男

デイブは出ない回も多いので、本当の意味での主要キャラクターはゴルゴのみ。

#### 各話リスト
| 話数      | サブタイトル                                           | 劇画脚本協力    | アニメ脚色          | 絵コンテ   | 演出       | 作画監督          | 放送日時       |
| --------- | ------------------------------------------------------ | --------------- | ------------------- | ---------- | ---------- | ----------------- | -------------- |
| Target.1  | AT PIN-HOLE!                                           | K・元美津       | 柏原寛司            | 大原実     | 大賀俊二   | 鈴木信一          | 2008年 4月12日 |
| Target.2  | ROOM・No.909                                           | K・元美津       | 扇澤延男            | 亀井隆     | 高田昌宏   | 倉川英揚 渡辺裕二 | 4月19日        |
| Target.3  | 傑作・アサルトライフル                                 | 横溝邦彦        | 柏原寛司            | 福富博     | 大賀俊二   | 渋谷一彦          | 4月26日        |
| Target.4  | プリティウーマン （劇画での題名は 『レディ・ビッチ』） | K・元美津       | 柏原寛司 津村美智子 | 奈須川充   | 奈須川充   | 奈須川充          | 5月3日         |
| Target.5  | スーパー・スターの共演                                 | 竹内亨          | 柏原寛司 梶原阿貴   | 西澤晋     | 町谷俊輔   | 楊柄吉            | 5月10日        |
| Target.6  | 神に贈られし物                                         | 早里哲夫        | 大川俊道            | 前園文夫   | 大賀俊二   | 鈴木信一          | 5月17日        |
| Target.7  | G線上の狙撃                                            | 氷室勲          | 大川俊道            | 亀井隆     | 羽毛田朋樹 | 倉川英揚 渡辺裕二 | 5月24日        |
| Target.8  | 動作（アクション）・24分の4                            | 浜家幸雄        | 大川俊道            | 大原実     | 三浦陽     | 渋谷一彦          | 5月31日        |
| Target.9  | 檻の中の眠り                                           | 小池一雄        | 柏原寛司            | 奈須川充   | 麦野アイス | 興村忠美          | 6月7日         |
| Target.10 | 帰って来た標的                                         | 宮崎惇          | 小澤俊介            | 西澤晋     | 町谷俊輔   | 西澤晋 楊柄吉     | 6月14日        |
| Target.11 | デッド・アングル                                       | 工藤かずや      | 小澤俊介            | 前園文夫   | 高田昌宏   | 鈴木信一          | 6月21日        |
| Target.12 | TOUCH DOWN                                             | 外浦吾郎        | 扇澤延男            | 川越淳     | 川越淳     | 渡辺裕二          | 6月28日        |
| Target.13 | クロスアングル                                         | 熊坂俊太郎      | 扇澤延男            | 前園文夫   | 加藤顕     | 原敦彦 倉川英揚   | 7月5日         |
| Target.14 | 落日の死影                                             | 外浦吾郎        | 岡芳郎              | 大原実     | 三浦陽     | 渋谷一彦          | 7月12日        |
| Target.15 | 海へ向かうエバ                                         | 宮崎惇・ 沖吾郎 | 大川俊道            | 奈須川充   | 高山秀樹   | 柳瀬穣二          | 7月19日        |
| Target.16 | 死臭の聖者                                             | 国分康一        | 小澤俊介            | 亀井隆     | 町谷俊輔   | 西澤晋            | 7月26日        |
| Target.17 | 残光                                                   | 北鏡太          | 扇澤延男            | 福富博     | 鈴木信一   | 鈴木信一          | 8月2日         |
| Target.18 | スタインベック三世                                     | 牧戸次郎        | 津村美智子          | 前園文夫   | 高田昌宏   | 倉川英揚 原敦彦   | 8月9日         |
| Target.19 | 硝子の要塞                                             | 夏緑            | 今石千秋            | 大原実     | 三浦陽     | 渋谷一彦          | 8月16日        |
| Target.20 | メランコリー・夏                                       | 小池一雄        | 扇澤延男            | 福富博     | 町谷俊輔   | 竹中重治          | 8月23日        |
| Target.21 | ガリンペイロ                                           | 北鏡太          | 小澤俊介            | 西澤晋     | 鈴木健一   | 西澤晋            | 8月30日        |
| Target.22 | インディアン・サマー                                   | K・元美津       | 大川俊道            | 亀井隆     | 鈴木信一   | 鈴木信一 松田芳明 | 9月6日         |
| Target.23 | ジェット・ストリーム                                   | K・元美津       | 柏原寛司            | 杉山正樹   | 高田昌宏   | 倉川英揚 原敦彦   | 9月13日        |
| Target.24 | サンタ・アナ                                           | 安達謙太郎      | 梶原阿貴            | 大原実     | 加藤顕     | 本沢拓海          | 9月20日        |
| Target.25 | フロリダ・チェイス                                     | 夏緑            | 岡芳郎              | 大久保富彦 | 橋本三郎   | 川口弘明          | 9月27日        |
| Target.26 | 冷血キャサリン                                         | 国分康一        | 岡芳郎              | 西澤晋     | 鈴木健一   | 西澤晋            | 10月4日        |
| Target.27 | フィアレス                                             | 新井たかし      | 安部陽子            | 亀井隆     | 鈴木信一   | 鈴木信一          | 10月11日       |
| Target.28 | 白夜は愛のうめき                                       | 小池一雄        | 本川耕平            | 杉山正樹   | 倉川英揚   | 松田芳明 倉川英揚 | 10月18日       |
| Target.29 | 配役                                                   | 大滝良平        | 今石千秋            | 飯島正勝   | 石踊宏     | 渋谷一彦          | 10月25日       |
| Target.30 | ラブはナイフ                                           | 森幸太郎        | 江連祐一            | 大久保富彦 | 橋本三郎   | 細川修平          | 11月1日        |
| Target.31 | ANGRY WAVES                                            | K・元美津       | 野坂直代            | 西澤晋     | 殿勝秀樹   | 村松尚雄          | 11月8日        |
| Target.32 | 殺意の交差                                             | 小池一雄        | 村川康敏            | 杉山正樹   | 鈴木信一   | 鈴木信一          | 11月15日       |
| Target.33 | 誇り高き葡萄酒                                         | 犬丸らん        | 輿水泰弘            | 亀井隆     | 倉川英揚   | 松田芳明 倉川英揚 | 11月22日       |
| Target.34 | 殺人劇の夜                                             | 氷室勲          | 藤岡一紀            | 福冨博     | 石踊宏     | 大沢翔真          | 11月29日       |
| Target.35 | 血統の掟                                               | 工藤かずや      | 國岡直人            | 橋本三郎   | 橋本三郎   | 柳孝相 細川修平   | 12月6日        |
| Target.36 | 死に絶えた盛装                                         | K・元美津       | 植村沙羅            | 西澤晋     | 殿勝秀樹   | 西澤晋            | 12月13日       |
| Target.37 | クリスマス・24アワーズ                                 | K・元美津       | 輿水泰弘            | 飯島正勝   | 鈴木信一   | 鈴木信一          | 12月20日       |
| Target.38 | 少女サラ                                               | 夏緑            | 海東清作            | 石踊宏     | 倉川英揚   | 松田芳明 倉川英揚 | 12月27日       |
| Target.39 | アッシュ最良の日                                       | ながいみちのり  | 梶原阿貴            | 大原実     | 石踊宏     | 渋谷一彦          | 2009年 1月10日 |
| Target.40 | 鬼畜の宴                                               | 外浦吾郎        | 金子遊              | 橋本三郎   | 橋本三郎   | 細川修平 川口弘明 | 1月17日        |
| Target.41 | ペチコートレーンの夜霧                                 | K・元美津       | 津村美智子          | 西澤晋     | 西澤晋     | 西澤晋            | 1月24日        |
| Target.42 | 大きな口の湖上                                         | K・元美津       | 藤岡一紀            | 杉山正樹   | 鈴木信一   | 鈴木信一          | 1月31日        |
| Target.43 | 空白の依頼 （劇画での題名は 『バスク・空白の依頼』）   | 横溝邦彦        | 植村沙羅            | 亀井隆     | 大賀俊二   | 松田芳明          | 2月7日         |
| Target.44 | ロックフォードの野望                                   | 工藤かずや      | 竹田佑輔            | 石踊宏     | 石踊宏     | 本沢拓海          | 2月14日        |
| Target.45 | 36000秒分の1秒                                         | 横溝邦彦        | 海東清作            | 荻原露光   | 荻原露光   | 菅原浩喜          | 2月21日        |
| Target.46 | 世紀末ハリウッド                                       | テーラ平良      | 桃井史郎            | 杉山正樹   | 西澤晋     | 西澤晋            | 2月28日        |
| Target.47 | 夜は消えず                                             | 沖吾郎          | 町谷俊輔            | 杉山正樹   | 前園文夫   | 鈴木信一          | 3月7日         |
| Target.48 | 黒い瞳 EBONY EYES                                      | きただたくみ    | 扇澤延男            | 石踊宏     | 石踊宏     | 渋谷一彦          | 3月14日        |
| Target.49 | 装甲兵SDR2                                             | 平良隆久        | 大川俊道            | 竹内一義   | 竹内一義   | 竹内一義          | 3月21日        |
| Target.50 | 天使と悪魔の“腕”                                       | 木村睡蓮        | 柏原寛司            | 大原実     | 大賀俊二   | 本沢拓海          | 3月28日        |

#### 放送局
| 放送地域                   | 放送局             | 放送期間                                                   | 放送日時                                                  | 放送系列       | 備考                                                                   |
| -------------------------- | ------------------ | ---------------------------------------------------------- | --------------------------------------------------------- | -------------- | ---------------------------------------------------------------------- |
| 関東広域圏                 | テレビ東京         | 2008年4月12日 - 2009年3月28日                              | 土曜 1:23 - 1:53（金曜深夜）                              | テレビ東京系列 | 製作局                                                                 |
| 大阪府                     | テレビ大阪         | 2008年4月13日 - 2009年3月29日                              | 日曜 1:30 - 2:00（土曜深夜）                              | テレビ東京系列 |                                                                        |
| 日本全域                   | BSジャパン         | 2008年4月14日 - 2009年3月30日                              | 月曜 0:30 - 1:00（日曜深夜）                              | BSデジタル放送 | 視聴者への注意テロップ表示あり                                         |
| 福岡県                     | TVQ九州放送        | 2008年4月15日 - 2009年3月31日                              | 火曜 2:23 - 2:53（月曜深夜）                              | テレビ東京系列 |                                                                        |
| 岡山県・香川県             | テレビせとうち     | 2008年4月16日 - 2009年4月1日                               | 水曜 1:28 - 1:58（火曜深夜）                              | テレビ東京系列 |                                                                        |
| 北海道                     | テレビ北海道       | 2008年4月17日 - 2009年4月2日                               | 木曜 2:50 - 3:20（水曜深夜）                              | テレビ東京系列 |                                                                        |
| 愛知県                     | テレビ愛知         | 2008年4月18日 - 2009年4月3日                               | 金曜 2:58 - 3:28（木曜深夜）                              | テレビ東京系列 |                                                                        |
| 和歌山県                   | テレビ和歌山       | 2008年4月20日 - 2009年4月19日                              | 日曜 22:54 - 23:24                                        | 独立局         |                                                                        |
| 三重県                     | 三重テレビ         | 2008年4月22日 - 2009年4月7日                               | 火曜 1:00 - 1:30（月曜深夜）                              | 独立局         | 提供クレジット部分差し替えあり                                         |
| 奈良県                     | 奈良テレビ         | 2008年4月22日 - 2009年4月7日                               | 火曜 1:30 - 2:00（月曜深夜）                              | 独立局         |                                                                        |
| 日本全域                   | AT-X               | 2008年5月1日 - 2009年4月9日                                | 木曜 10:00 - 10:30                                        | CS放送         | リピート放送あり 第4話より日中の放送では視聴 年齢制限がかかっている    |
| 日本全域                   | キッズステーション | 2008年8月5日 - 2009年7月21日                               | 火曜 0:00 - 0:30（木曜深夜）                              | CS放送         | リピート放送あり 第4話は放送上の都合により未放送                       |
| 福島県                     | テレビユー福島     | 2008年10月3日 - 2009年10月16日                             | 金曜 1:29 - 1:58（木曜深夜）                              | TBS系列        | 視聴者への注意テロップの表示は無し                                     |
| 熊本県                     | テレビ熊本         | 2008年11月4日 - 2009年3月31日 2009年7月7日 - 2010年2月16日 | 火曜 1:55 - 2:25（月曜深夜） 火曜 2:00 - 2:30（月曜深夜） | フジテレビ系列 | 20話で一旦休止 休止期間中は『続 夏目友人帳』を放送 7月より21話から再開 |
| ゴルゴ13ベストセレクション |                    |                                                            |                                                           |                |                                                                        |
| 関東広域圏                 | テレビ東京         | 2009年4月5日 - 9月27日                                     | 日曜 22:54 - 23:24                                        | テレビ東京系列 | 製作局、字幕放送                                                       |
| 北海道                     | テレビ北海道       | 2009年4月5日 - 9月27日                                     | 日曜 22:54 - 23:24                                        | テレビ東京系列 | 同時ネット、字幕放送                                                   |
| 愛知県                     | テレビ愛知         | 2009年4月5日 - 9月27日                                     | 日曜 22:54 - 23:24                                        | テレビ東京系列 | 同時ネット、字幕放送                                                   |
| 大阪府                     | テレビ大阪         | 2009年4月5日 - 9月27日                                     | 日曜 22:54 - 23:24                                        | テレビ東京系列 | 同時ネット、字幕放送                                                   |
| 岡山県・香川県             | テレビせとうち     | 2009年4月5日 - 9月27日                                     | 日曜 22:54 - 23:24                                        | テレビ東京系列 | 同時ネット、字幕放送                                                   |
| 福岡県                     | TVQ九州放送        | 2009年4月5日 - 9月27日                                     | 日曜 22:54 - 23:24                                        | テレビ東京系列 | 同時ネット、字幕放送                                                   |

| テレビ東京 土曜 1:23 - 1:53（金曜深夜）                                          | テレビ東京 土曜 1:23 - 1:53（金曜深夜）               | テレビ東京 土曜 1:23 - 1:53（金曜深夜）    |
| 前番組                                                                           | 番組名                                                | 次番組                                     |
| -------------------------------------------------------------------------------- | ----------------------------------------------------- | ------------------------------------------ |
| モヤモヤさまぁ〜ず2 ※1:00 - 1:30 【30分繰り上げて継続】オシゴト交換 ※1:30 - 2:00 | ゴルゴ13 （2008年4月12日 - 2009年3月28日）            | ハヤテのごとく!!                           |
| テレビ東京系列 日曜 22:54 - 23:24                                                |                                                       |                                            |
| みゅーじん                                                                       | ゴルゴ13ベストセレクション （2009年4月5日 - 9月27日） | neo sports ※22:54 - 23:30 【30分繰り上げ】 |

## ストップモーション・バージョン
1990年、リイド社より 全10巻のVHSビデオとして発売された。これはアニメではなく、原作に着色したもの（ただし、吹き出しや擬音などはカットされている）を画面に映し出し、そこに声優が声を充てる、というもので、絵は動かないが、衝撃のシーンで左右に揺らすなどの効果を与える程度の演出が行われ、セリフ・効果音も入っている。2000年10月から12月ごろ、日曜日深夜に「観る漫画」というコンセプトでよみうりテレビで放送され、後にBS日テレやファミリー劇場でも放送された。なお、「3.アラスカ工作員」の話では「アラスカ工作員」+「「鎮魂歌に牙を」の前半分」で、「4.鎮魂歌に牙を」では「「鎮魂歌に牙を」の後半分」+「リオの葬送」、「5.ラ・カルナバル」は「ナチス鉤十字章は錆びず」+「ラ・カルナバル」で構成されている。
声の出演
- ゴルゴ13（デューク東郷） - 小川真司
- 船頭 - 青野武
- サム・シャイアン - 山寺宏一

ビデオリスト
1. ROOM No.909 ISBN 4-8458-1301-7
2. ナイト・メア ISBN 4-8458-1302-5
3. アラスカ工作員 ISBN 4-8458-1303-3
4. 鎮魂歌（レクイエム）に牙を ISBN 4-8458-1304-1
5. ラ・カルナバル ISBN 4-8458-1305-X
6. AT-PIN-HOLE! ISBN 4-8458-1306-8
7. キャサワリー ISBN 4-8458-1307-6
8. 九竜（カオルン）の餓狼 ISBN 4-8458-1308-4
9. 聖者からの依頼 ISBN 4-8458-1309-2
10. 動作（アクション）・24分の4 ISBN 4-8458-1310-6

このシリーズは、2001年に新作が追加され、VHSのビデオカセット全5巻で再発売された。1巻に3エピソード分が収録されている。
1. vol.1 ナイトメア　アラスカ工作隊〔ママ〕　落日の死影 ISBN 4-09-904244-8
2. vol.2 鎮魂歌に牙を　ラ・カルナバル　折れた矢 ISBN 4-09-904245-6
3. vol.3 AT PIN ホール〔ママ〕　キャサワリー　ガリンペイロ　ISBN 4-09-904246-4
4. vol.4 九龍の餓狼　聖者からの依頼　メジャー・オペレーション　ISBN 4-09-904247-2
5. vol.5 動作・24分の4　シシリー島の墓標　メスリーヌの猫　ISBN 4-09-904248-0

（なお、ROOM No.909 は、こちらのシリーズでは未収録となっている）

## 小説
2011年に小学館から全3巻の単行本が刊行された。時代背景を小説発表時と同時代にしていたり、原作にはなかったキャラクターの設定も付け加えられている。いずれも、船戸与一が外浦吾朗名義で脚本を執筆した作品を、自らノベライズしている。
- 第1巻 落日の死影（2011年2月25日）
- 第2巻 鬼畜の宴（2011年3月25日）
- 第3巻 おろしや間諜伝説（2011年4月25日）

## ラジオ
1977年5月にNHK-FMにて『ステレオ劇画「ゴルゴ13」』として放送。1979年にフィリップス・レコードからLP盤として発売された（規格品番：22PG-1）。
追悼特番『ラジオハードボイルドシアターゴルゴ13』（2021年12月31日、ニッポン放送）

## ドラマCD
1994年に「VIRTUAL SOUND MOVIE ゴルゴ13」と銘打たれたドラマCDが発売される。原作ではなかったシーンも追加されている。ニッポン放送開局40周年の企画としてリリースされた。スピーカーの外側からも音が聞こえるような「Qサウンド」という録音方式が使われている。音楽はボブ佐久間、演出はニッポン放送の曽我部哲弥、ゴルゴ13の声は津嘉山正種、ナレーションは野際陽子、CD2枚組、詳細な解説つき。
収録は以下の4話。
- ビッグ・セイフ作戦 金井大ほか
- ラ・カルナバル - さいとう・たかをが画家ロベールを演じる。戸田恵子ほか
- 狙撃のGT 田島令子ほか
- 河豚の季節 杉田かおるほか

## デジタルコミック
- デジタルコミック『ゴルゴ13 カーライルの野望』『ゴルゴ13 見えない軍隊』（1998年、ダイキ、プレイステーション版　および　Windows 95とMacintosh向け版=ISBN 4-09-906846-3）
  - 「カーライルの野望」は原作「ロックフォードの野望」、「見えない軍隊」は同タイトルに着色と声を入れて、プレイステーションやパソコン上で「読む」ゴルゴ13である。声優は有本欽隆、銀河万丈、納谷六朗ほか。

## ゲーム
- 液晶LCDゲーム『ゴルゴ13 シークレットキラー』（ポピー）同社LCDゲーム『スペースコブラプロフェッショナル』と同じゲームシステムのシューティング液晶LCDゲーム。
- ゲーム『ゴルゴ13シリーズ Part1 フルシチョフの亡霊』（1983年、CSK/フィルコム）
- ゲーム『ゴルゴ13シリーズ Part2 突撃工兵』（1983年、CSK/東映ビデオ）
- ゲーム『ゴルゴ13 モレッティー一族惨殺事件』（1983年、ポニー、PC-8001、PC-6001、MZ-2000、FM-7など） - 三次元迷路型アドベンチャーゲーム。
- ゲーム『ゴルゴ13シリーズ Part3 視界外標的』（1983年、CSK）
- ゲーム『ゴルゴ13』（1984年、セガ、SG-1000） - 遠くを走る列車の窓を狙って射撃するアクションゲーム。
- ゲーム『ゴルゴ13 狼の巣』（1985年、ポニー、PC-8801など） - 「崩壊 第四帝国 狼の巣」を基とする迷路型アドベンチャーゲーム。
- ゲーム『ゴルゴ13 第一章神々の黄昏』（1988年、ビック東海、ファミコン） - 全13章のアクションゲーム。
- ゲーム『ゴルゴ13 第二章イカロスの謎』（1990年、ビック東海、ファミコン） - 横スクロールアクション、迷路型アクション、カーチェイス。
- ゲーム『ゴルゴ13』（1999年、ナムコ、アーケード） - ガンシューティングゲーム。
- ゲーム『パチスロ帝王 〜ゴルゴ13・ラスベガス〜』（2002年、メディアエンターテイメント、プレイステーション）
- ゲーム『ゴルゴ13 ミッションG』（2002年、ハドソン、携帯電話（iアプリ）） - テキストアドベンチャーゲーム[76]。
- ゲーム『ゴルゴ13 石油王の願い』（2003年、ハドソン、携帯電話（iアプリ）） - テキストアドベンチャーゲーム。「帝国の罠」編を元にしたオリジナルストーリー[77]。
- ゲーム『ゴルゴ13 ファイルG13を追え』（2009年、マーベラスエンターテイメント、ニンテンドーDS）
- ゲーム『ゴルゴ13』（2011年、NHN Japan、ハンゲーム（PC、携帯電話、Android））- ソーシャルゲーム[78]。

## パチンコ・パチスロ
- パチンコ『CRゴルゴ13』（2003年、平和）
- パチンコ『CRゴルゴ13 STRIKES AGAIN』（2006年、平和）
- パチンコ『CRゴルゴ13 BACK IN THE BATTELE FIELD』（2010年、平和）
- パチンコ『CRゴルゴ13 PAYBACK TIME』（2013年、平和）
- パチンコ『CRフィーバードラムゴルゴ13』（2018年、SANKYO）
- パチンコ『CRフィーバーゴルゴ13』 (2018年、SANKYO)
- パチスロ『ゴルゴ13』（2001年、平和）
- パチスロ『ゴルゴ13ザプロフェッショナル』（2006年、平和）
- パチスロ『ゴルゴ13 あの男に連絡だ!』（2010年、平和）
- パチスロ『ゴルゴ13－薔薇十字団の陰謀－』（2013年、平和）
- パチスロ『ゴルゴ13 S』（2017年、SANKYO）
- パチンコ『フィーバーゴルゴ13 疾風ver』（2020年、SANKYO）

## 公認CD
- ゴルゴ13〜ジャズ・セレクション 2002年発売 EAN 4988002437672 エアジン（マイルス・デイビス） など13曲収録。
- ゴルゴ・ジャズ〜男は黙って・・・ピアノ・トリオ13 2008年発売 EAN 4988003361686 ワルツ・フォー・デビーなど13曲収録。
- ゴルゴ・ジャズ〜男は黙って・・・スタンダード13 2008年発売 EAN 4988003361679 ワーク・ソングなど13曲収録。
- ゴルゴ・ジャズ〜男は黙って・・・ビッグ・バンド13 2008年発売 EAN 4988003361693 チュニジアの夜など13曲収録。

## CM・広告
- ダイワ精工  - 『ASTRON & SPECTRON』（1993年）
- 日本電装 - 『カーナビゲーションシステム NAVIRA』 （1995年）
- Ki/oon Records - L'Arc〜en〜Ciel『ectomorphed works』『STAY AWAY』『REAL』（2000年）[79]
- ロッテ - 『ブラックブラック』[80]（2008年）
- フォレックス・ドットコム （2010年 - ）
- 養命酒製造 -『薬用 養命酒』（2013年 - ）
- 日本中央競馬会 -『JRAダイレクト・即PAT』（2014年）
- 野村證券 - 『NISA』（2014年）
- 外務省 - 『海外安全対策マニュアル（正式名：ゴルゴ13の中堅・中小企業向け海外安全対策マニュアル）』（2018年）
- はごろもフーズ - オイルサーディン缶詰（2018年）[注 20][81]
- JT - 『スーシャルディスタンス キャンペーン』『ゴルゴと大悟ルゴ』（2020年 - 2021年） - ゴルゴ13 役（中田譲治）
- FCEプロセス&テクノロジー - 『Robo-Pat』（2021年9月 - ）[82]
- 日清食品・日本ハム - 日清焼そば×シャウエッセン『ハードボイルドウインナー焼そば』（2022年5月31日 - ）[83]
- JR西日本 - モバイルICOCA